# Isola d'Ischia
Ischia è un'isola dell'Italia che appartiene all'arcipelago delle isole Flegree, della città metropolitana di Napoli. Famosa per le acque termali e la cucina mediterranea, è storicamente un rinomato posto di benessere che offre nei suoi sei comuni possibilità di soggiorno in hotel esclusivi e shopping di lusso.
Posta all'estremità settentrionale del golfo di Napoli e a poca distanza dalle isole di Procida e Vivara, nel mar Tirreno, è la maggiore delle Flegree ed importante  meta del turismo internazionale. Con i suoi 62 327 abitanti e 46,3 km² è la terza isola italiana per popolazione e l'ottava per superficie.

## Etimologia
I Greci chiamarono la loro colonia sull'isola Pithekoussai (Πιθηκοῦσσαι), da cui derivò la denominazione latina Pithecusa. La denominazione ha etimologia incerta. Secondo Ovidio (Metamorfosi 14.92) e lo storico alessandrino Senagora, il nome deriverebbe da pithekos, scimmia, e alluderebbe al mito dei Cercopi, abitanti delle isole flegree trasformati da Zeus in cercopitechi. Più verosimile l'interpretazione di Plinio il Vecchio (Nat. Hist. 111, 6.82), che fa invece derivare il nome da pythos, anfora, teoria suffragata da ritrovamenti archeologici che testimoniano la produzione greco-italica di ceramiche (e in particolare di anfore da vino) nell'isola e nel golfo di Napoli. È stato anche proposto che il nome descriva una caratteristica dell'isola, ricca di pinete. “Pitueois” (ricco di pini), “pituis” (pigna), “pissa, pitta” (resina) appaiono termini descrittivi dai quali potrebbe derivare Pithekoussai, che significherebbe dunque “isola della resina”, una importante sostanza usata, tra l'altro, per rendere impermeabili i vasi vinari. La denominazione Aenaria, pure utilizzata dai Latini, è legata alle officine metallurgiche (da aenus, metallo) localizzate sulla costa orientale, sotto il castello.
Le prime testimonianze del toponimo attuale dell'isola risalgono all'anno 812, in una lettera di Papa Leone III nella quale informa l'imperatore Carlo Magno di devastazioni occorse nell'area, chiamando l'isola Iscla maior «Ingressi sunt ipsi nefandissimi Mauri [...] in insulam, quae dicitur Iscla maiore, non longe a Neapolitana urbe». Alcuni studiosi ricollegano il termine alla parola fenicia, e quindi semitica i-schra, "isola nera". Va infatti segnalato che la frequentazione fenicia dell'isola è archeologicamente documentata in epoca molto antica e, come riportato dal Moscati, nella diffusione in Campania ed Etruria meridionale, fin dall'VIII secolo a.C., di oggetti di produzione o ispirazione egiziana, «hanno certo parte i mercanti fenici installati a Ischia e poi frequentatori delle coste tirreniche».
D'altra parte il moderno “Isola d'Ischia” potrebbe derivare dal latino “insula visca” – si confrontino il sostantivo greco (ϝ)ἰξός, (w)ixós, (vischio) e l'aggettivo (ϝ)ἰξώδης, (w)ixṓdēs, (viscoso, appiccicoso), che come di consueto hanno perso il digamma iniziale. A favore di questa teoria potrebbe giocare il fatto che nella medesima area, ai piedi del Vesuvio coperto di pini, il nome popolare di Ercolano era “Resìna”, forse reminiscenza di un antico mercato di questo prodotto, similmente al toponimo “Pizzo” in Calabria, da dove proveniva la resina migliore, la “pece brettia” ottenuta dai pini della vicina Sila. Massimo Pittau riteneva che l'etimo derivasse da un più ampio substrato tirrenico di origine preromana.

## Geografia
Dalla forma approssimativa di un trapezio, l'isola dista all'incirca 18 miglia marine da Napoli, è larga 10 km da est a ovest e 7 da nord a sud, ha una linea costiera di 43 km e una superficie di circa 46,3 km². Il rilievo più elevato è rappresentato dal monte Epomeo, alto 788 metri e situato nel centro dell'isola. Quest'ultimo è un horst, vulcano tettonico, ossia un blocco di crosta terrestre che si è sollevato rispetto a quella circostante a causa della spinta magmatica (horst è un termine tedesco che vuol dire "scoglio"). Erroneamente si pensa al monte Epomeo come a un vulcano, sebbene non abbia alcuna caratteristica vulcanica. Il vulcanismo insulare, infatti, è particolarmente diffuso in corrispondenza delle fratture che bordano l'horst, ossia il monte Epomeo.
Strabone riporta quanto dice Timeo, storico greco del IV secolo a.C., a proposito di un maremoto verificatosi a Ischia poco prima del suo tempo. In seguito all'attività vulcanica dell'Epomeo “… il mare era retrocesso per tre stadi; in seguito (…) si era rivolto ancora indietro e il suo riflusso aveva sommerso l'isola (…) quelli che abitavano sul continente fuggirono dalla costa verso l'interno della Campania” (Geografia V, 4, 9). Cuma, non distante da quella costa, in greco significa “onda”. L'attività vulcanica a Ischia è stata generalmente caratterizzata da eruzioni non molto consistenti e a grande distanza di tempo. Dopo le eruzioni in epoca greca e romana, l'ultima è avvenuta nel 1302 nel settore orientale dell'isola con una breve colata (nota come Arso) giunta fino al mare.
Diverse parti del suo litorale sono comprese nell'area marina protetta Regno di Nettuno.

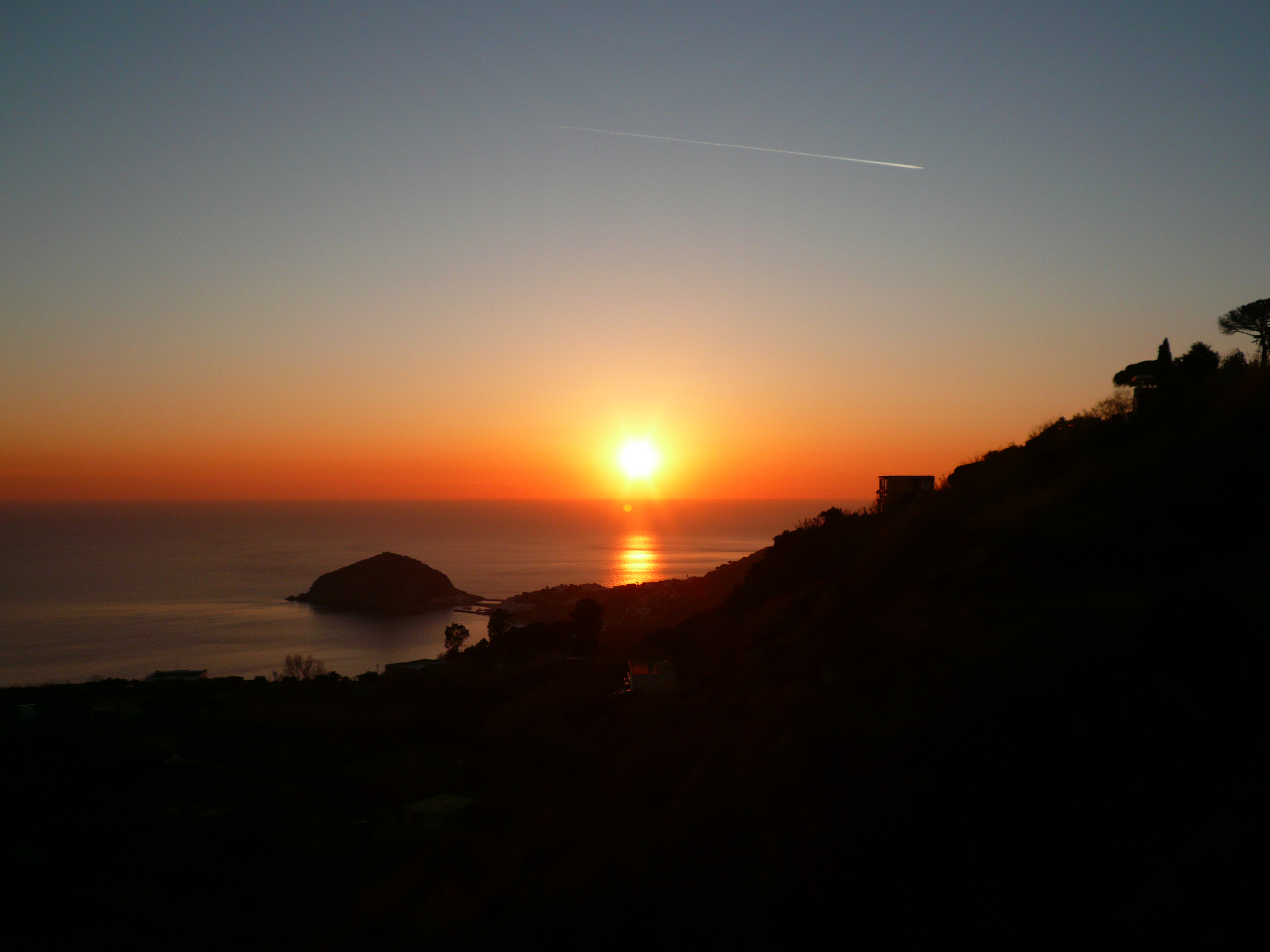
Tramonto da Barano d'Ischia. Ben visibile la sagoma dell'isolotto di Sant'Angelo, il punto più meridionale dell'isola.

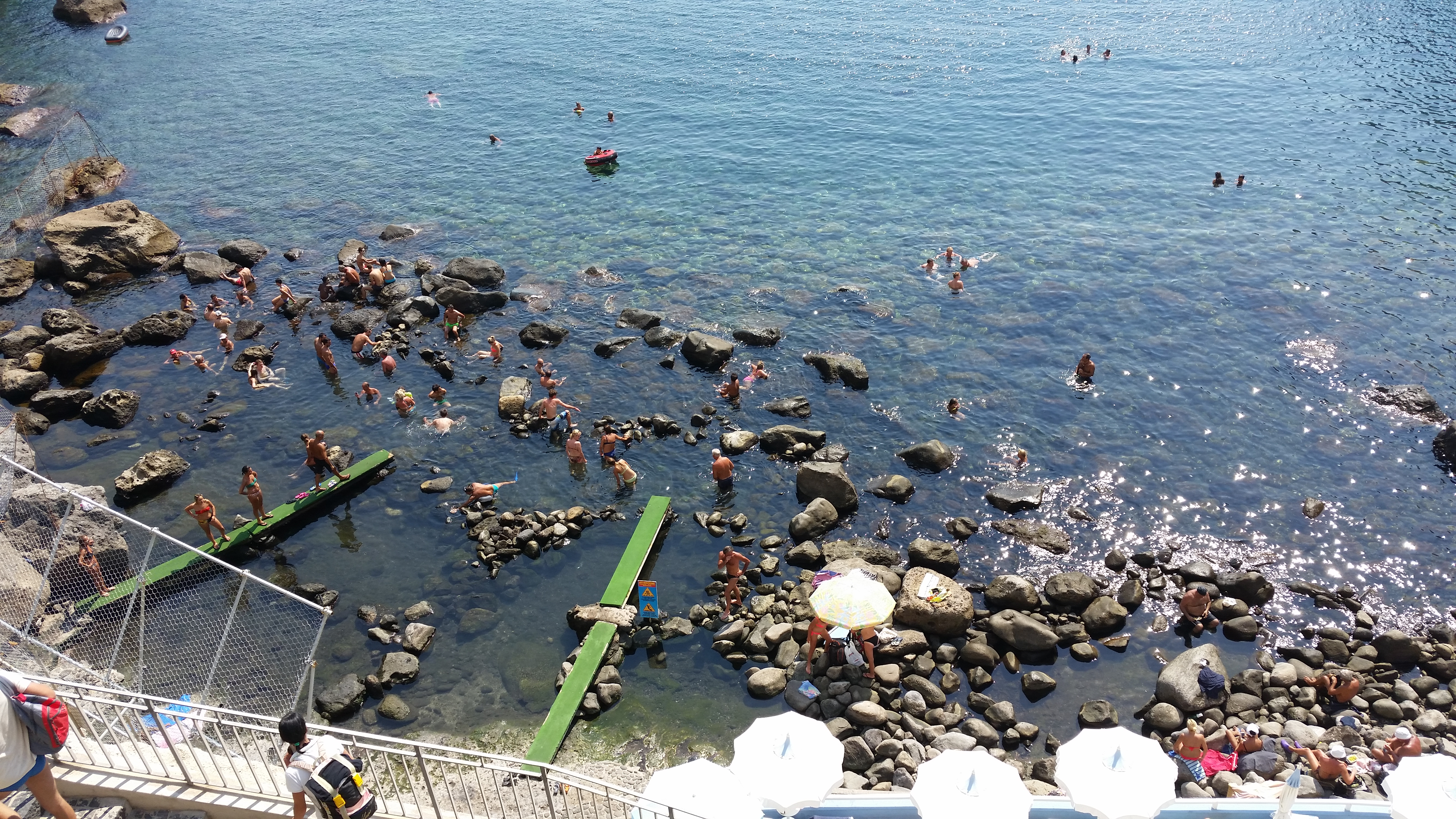
Baia di Sorgeto, Ischia; fonte di acqua calda.

### Geologia

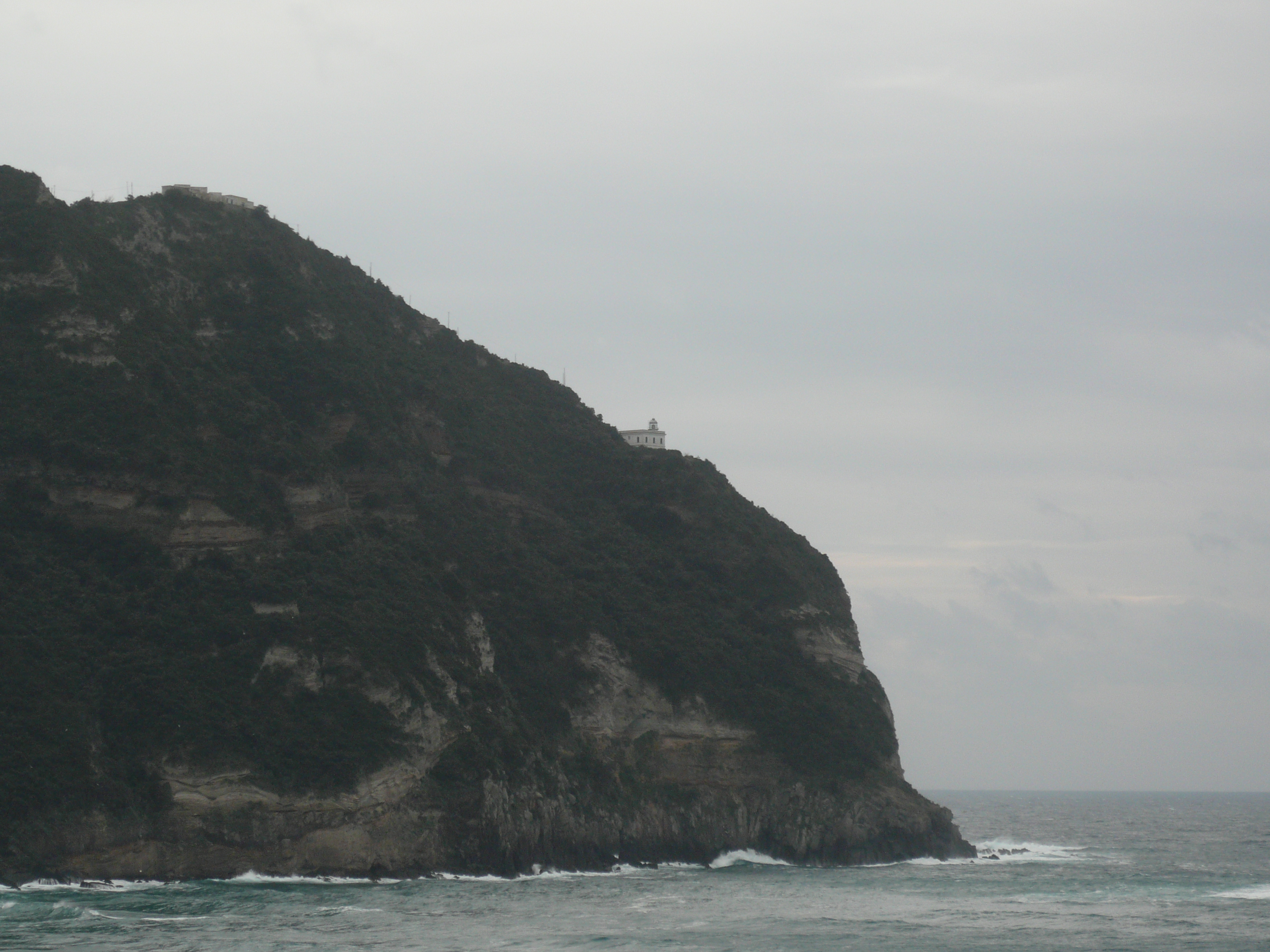
Punta Imperatore, nella frazione di Panza (Forio), è il punto più occidentale sia dell'isola sia di tutto il golfo di Napoli.

Dal punto di vista geologico, l'isola di Ischia ha carattere vulcanico, formatasi in seguito a eruzioni diverse succedutesi nel giro di circa 150 000 anni, si ritiene per sollevamento di una faglia subacquea. Le parti più antiche dell'isola si riconoscono nei bordi delle coste meridionali (Punta Imperatore, Capo Negro, Punta Chiarito, Promontorio di Sant'Angelo, Punta della Signora, Capo Grosso, Punta San Pancrazio, Punta della Cannuccia, Monte di Vezzi, Scarrupata di Barano) databili fra i 147 000 e i 100 000 anni fa (A.F.). Unica eccezione a settentrione l'abbiamo in Monte Vico che rientra nelle stesse formazioni ed epoche.
Si è avuta quindi nella parte centrale dell'isola la formazione del monte Epomeo, monte caratterizzato dai tufi verdi, risalente a circa 130 000 anni fa. Seguono quindi verso Sud-Ovest le formazioni di Citara (33 000 anni fa), Scarrupo di Panza (tra 29 000 e 24 000 anni fa), Faro di Punta Imperatore (19 000 anni fa) e Campotese. Successivamente l'attività vulcanica si è spostata a nord-ovest, con i giganteschi effluvi di Zaro e Marecoco risalenti a 6 000 anni fa, che, a ridosso di Lacco Ameno, delimitano la Valle di San Montano. Intorno ai 5 000 anni fa, sul lato opposto, a sud-est, si è formato il Piano Liguori.
Strabone (Geografia V, 4, 9) riferisce che Timeo di Tauromenio, uno storico nato a Taormina nel IV secolo a.C., racconta di uno tsunami: in seguito a violenti sismi e attività eruttive dell'Epomeo, il mare retrocesse di tre stadi per poi ritornare travolgendo il litorale. Il fenomeno, accompagnato da un grande fragore, spinse gli abitanti della costa a ritirarsi nell'interno.
In epoca contemporanea l'isola è stata colpita da terremoti nel 1883 e nel 2017.

### Clima
Sul territorio dell'isola d'Ischia sono situate le stazioni meteorologiche di Barano d'Ischia, Casamicciola, Forio d'Ischia.
La particolare formazione a cono dell'isola d'Ischia con il Monte Epomeo al centro e la posizione geografica dell'isola nel Mar Tirreno centrale favoriscono un clima mite anche nei periodi invernali con frequenti cambi climatici, a volte anche nella stessa giornata.
I venti predominanti variano in base alla stagione: in inverno sono il libeccio, il ponente-libeccio e lo scirocco. I venti predominanti in estate e primavera sono la tramontana e il grecale.
Come i venti anche l'umidità varia in base alla stagione: in inverno, in presenza di libeccio e scirocco e quindi con piogge frequenti l'umidità media è del 63%, tuttavia nelle giornate con venti dei quadranti settentrionali l'umidità si riduce sensibilmente come anche in primavera.

## Storia

### Antichità
L'isola d'Ischia era abitata fin dal Neolitico, come dimostrano i vari reperti ritrovati ad esempio sulle alture di punta Imperatore, nella frazione di Panza nel comune di Forio, nella zona sud-ovest dell'isola.
Il ritrovamento fortuito di muri a secco, avvenuto nel 1989 a seguito di uno smottamento, in località punta Chiarito, avvenuto sempre nella frazione di Panza, ha dato l'avvio tra il 1993 e il 1995 ai lavori di scavo che hanno permesso il ritrovamento di una fattoria greca e ha permesso di anticipare lo sbarco dei primi coloni greci di circa venti anni rispetto all'originaria ipotesi, cioè intorno al 790, 780 a.C. Inizialmente, si riteneva, infatti, che lo sbarco fosse avvenuto proprio a Monte Vico, nel comune di Lacco Ameno, dove i coloni euboici arrivati da Eretria e Chalkis nell'VIII secolo a.C., avrebbero stabilito un emporio per il commercio con gli Etruschi della terraferma.
Si tratta del primo insediamento greco nel Mediterraneo occidentale. Lo studio dei resti umani della locale necropoli di Pithekoussai ha evidenziato che nell'isola convivevano greci, fenici e italici.
Grazie agli scavi del 1993, si ritiene che i primi coloni si stabilirono a S-O dell'isola, sulle alture di punta Chiarito, a Panza, frazione del comune di Forio. La baia di Sorgeto, che si trova ai piedi di punta Chiarito, offre un riparo ideale per le navi, soprattutto dai venti di scirocco, un requisito importante per i Greci, nella scelta di un approdo. Tale requisito, infatti, non è presente nella zona di monte Vico e costituiva per gli studiosi una non facilmente spiegabile anomalia.
A vent'anni circa dall'originario sbarco, colonizzata buona parte dell'isola, viene fondata la colonia di Pithecusa, il cui centro principale sarà, però, sulle alture di monte Vico, nella zona nord dell'isola, prospiciente il continente, in modo da avere un più rapido scambio con la terraferma. Con il suo porto la colonia fece fortuna grazie al commercio del ferro con il resto dell'Italia; nel periodo di massimo splendore contava circa 10 000 abitanti.

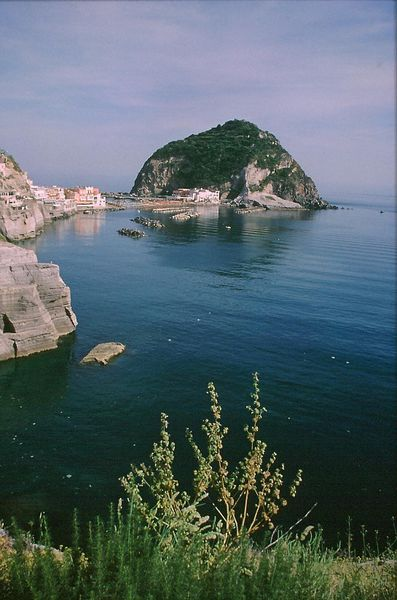
Isolotto di Sant'Angelo

Nel 1953, nella necropoli di San Montano a Lacco Ameno, l'archeologo tedesco Giorgio Buchner ritrovò la coppa di Nestore, risalente al 725 a.C. circa. Costituisce il più antico esempio pervenutoci di poesia scritta in lingua greca.
ὃς δ' ἂν τοῦδε πίησι ποτηρίου αὐτίκα κῆνον
chi berrà da questa coppa
subito lo prenderà il desiderio di Afrodite dalla bella corona»

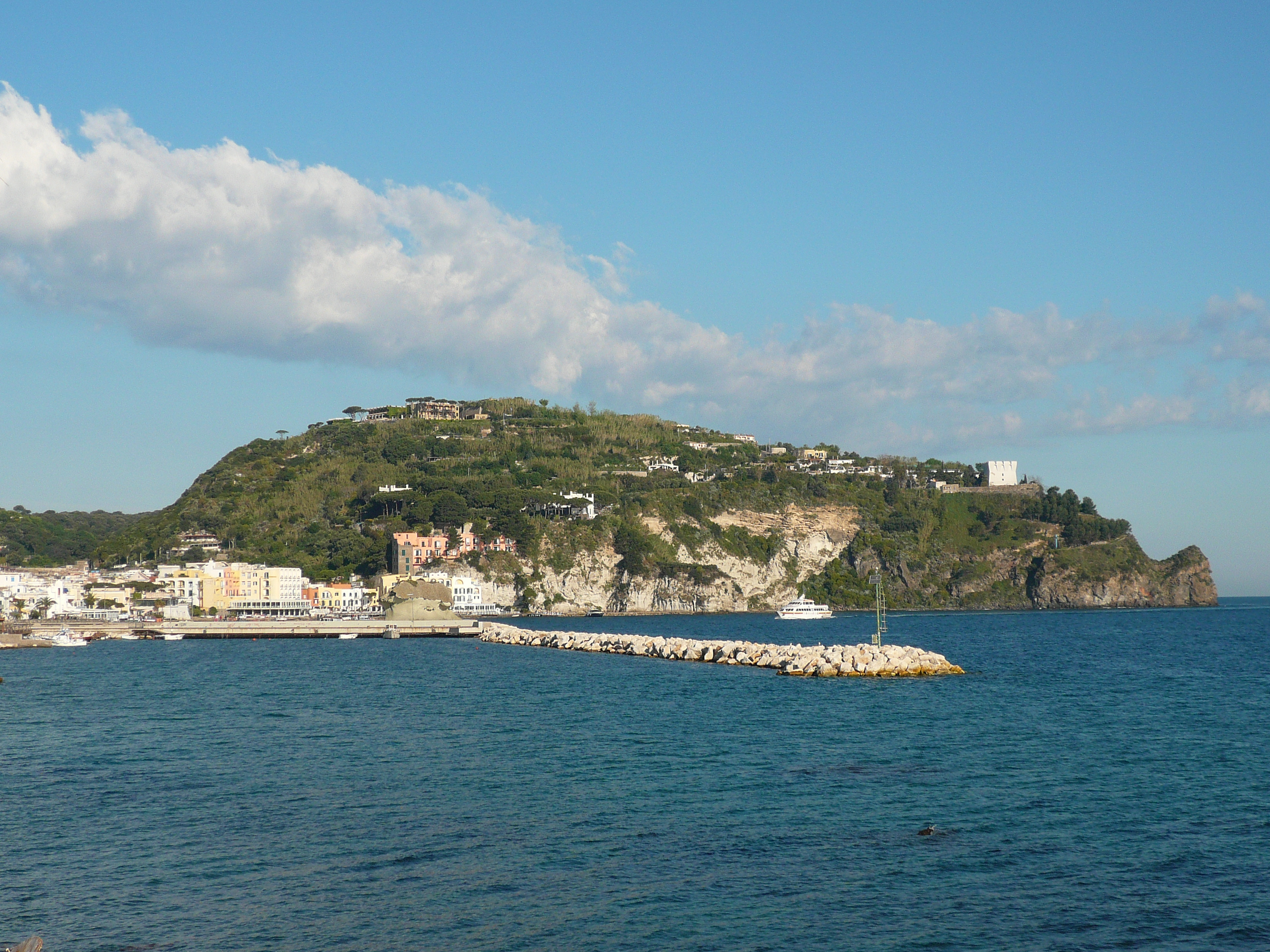
Monte Vico, popolato già nell'età del bronzo

Nel 474 a.C. l'isola è occupata dal tiranno siracusano Gerone I, nel quadro delle sue campagne espansionistiche.

### Epoca romana
Dal IV secolo a.C., dopo le guerre sannitiche, l'isola passò con Napoli sotto il dominio romano, e divenne centro di attività commerciali e manifatturiere. Oltre al sito di origine greca di Pithecusae (località Mazzola sopra Lacco Ameno), è stato infatti individuato in località Carta Romana, nello specchio d'acqua antistante l'isolotto del Castello Aragonese, un insediamento industriale comprendente una fonderia di piombo e stagno (da cui il nome di Aenaria) e una fabbrica di vasellame, i cui reperti più significativi, lingotti di piombo iscritti (di provenienza iberica), stagno e taluni oggetti ceramici, sono esposti nella sala VIII del Museo archeologico di Pithecusae a Lacco Ameno. Il sito, a 5-7 metri sotto il livello del mare, sprofondò per bradisismo verso il 130-150.
Nell'immaginario latino l'isola era associata anche alla figura di Enea, che qui avrebbe fatto scalo. Virgilio la identificò con Arime, isola citata nell'Iliade (II, 783).
Qui trovò rifugio Gaio Mario inseguito da Silla. Per punire i napoletani di ciò, Silla sottrasse l'isola al loro dominio assoggettandola direttamente al Senato di Roma. Qualche decennio dopo, tuttavia, Augusto la restituì alla città di Napoli, tenendo per sé la prediletta Capri.

### Saccheggi e scorribande
Con la decadenza dell'impero, Ischia fu soggetta a saccheggi barbarici da parte di Visigoti (410 circa) e Vandali (dopo il 430). Nel 476, con la caduta dell'Impero d'Occidente, Ischia entrò nel dominio di Odoacre, mentre nel 493 entrò a far parte, con l'intera penisola, del regno ostrogoto di Teodorico il Grande. Intorno al 536 fu conquistata dagli eserciti bizantini capitanati da Belisario. In seguito alla riorganizzazione dell'Italia bizantina, conseguente all'invasione longobarda (568), Ischia entrò a far parte del ducato bizantino di Napoli, dipendente dall'Esarcato d'Italia.
Tra il IX e il X secolo l'isola è esposta alle scorrerie del saraceni: di quella di agosto dell'812 si ha memoria in una lettera del papa Leone III a Carlo Magno; un'altra è ricordata nell'847, quando alcune navi islamiche, rifugiatesi a Ischia per una tempesta, sono distrutte dai sorrentini che avevano in precedenza subito attacchi di musulmani, e un'altra ancora nel 991.
I saraceni non erano interessati a conquiste permanenti: le loro scorrerie erano infatti finalizzate al saccheggio e alla cattura di schiavi e non all'occupazione. Così gli ischitani svilupparono varie tecniche di resistenza, il cui fulcro era il castello, fortificato già da Gerone I nel V secolo a.C.: all'avvistamento delle imbarcazioni saracene gli abitanti dei casali di campagna venivano avvisati dal suono della "tofa", usata a mo' di corno, che si diffondeva da un casale all'altro, e si mettevano in salvo come potevano - rifugiandosi nel castello, se abbastanza vicini, o in grotte scavate nel tufo, o disperdendosi per le campagne.

### Il basso medioevo
Fino al 1130 Ischia segue le sorti di Napoli sotto i duchi, finché nel 1135, Ruggero il Normanno saccheggia l'isola, nuovamente invasa da Tancredi, il cui figlio Guglielmo III fu vinto da Enrico VI di Svevia.
Nel 1194 genovesi e pisani invadono l'isola e, occupata la fortezza di Gerone, consegnano l'isola ad Enrico VI.
Succeduta con Federico II al governo degli Altavilla, la dinastia Hohenstaufen prende il governo dell'isola nel 1214.
Prima che Carlo, conte d'Angiò, fosse incoronato re di Napoli, Ischia, tenuta dai conti di Ventimiglia dopo la caduta di Manfredi, è invasa dalla galee pisane con lo scopo di provocare una sommossa contro Carlo d'Angiò a favore di Corradino. Non riuscendo nell'intento, i pisani si abbandonano a massacri e ruberie.
Re Carlo I, vittorioso dopo la battaglia di Tagliacozzo (1268), ordina un'inchiesta e convoca rappresentanti dei vari casali dell'Isola che confermano la loro fedeltà al nuovo re.
Nel testo della deposizione compaiono:«11 uomini de casale Moropani (poi diventato Buonopane), 7 de casale de Vico (Lacco Ameno), 11 de casale Furio (Forio), 5 de Villanova (Panza), 22 de guarno (guarnigione nel castello), 3 de Sancto Sosso (sul continente)».
Con Carlo I ha inizio l'opera di fortificazione del futuro Castello Aragonese e la sua dinastia procede al riordino delle vecchie strutture del governo dell'isola.
Nel 1282, però, accesa la scintilla in Sicilia da Giovanni da Procida, gli isolani cacciano gli Angioini e acclamano re Pietro III d'Aragona, marito di Costanza di Hohenstaufen, l'unica figlia di Manfredi, sfuggita a Carlo d'Angiò che per punire l'isola, la invade nuovamente. Alla morte di Carlo I d'Angiò, l'isola passa nelle mani del nipote Carlo Martello d'Angiò, in attesa del legittimo erede Carlo II d'Angiò detto "lo Zoppo".
Il 22 giugno 1287, Ischia passa sotto il governo di Carlo II d'Angiò, che grava di un pesante dazio il vino uscente dall'isola. Gli isolani indignatisi sotto la guida di Piero Salvacossa hanno la meglio sulle galee angioine inviate a sedare gli animi. Ma nel 1299 Carlo II invia 400 sgherri sull'isola allo scopo di riconquistarla facendo sgozzare il Salvacossa.
Nel gennaio del 1301 una terribile eruzione squassa l'isola che abbandonata da molti isolani si ripopola solo nel 1305.
Nel 1309 succede a Carlo II, Roberto d'Angiò detto il Saggio e alla morte di questi Giovanna I d'Angiò. La lotta per il trono si accende tra Luigi d'Angiò e Carlo III di Durazzo. Il primo occupa Ischia nel 1385 riconquistata l'anno seguente dal figlio di Carlo III, Ladislao I. Alla sua morte, gli succede Giovanna II senza prole. I baroni allora chiamano il figlio di Luigi II d'Angiò, Luigi III, ma Giovanna II gli oppone Alfonso V d'Aragona.

### Il dominio aragonese
Alfonso V di Aragona approda a Ischia nel 1423, su invito di Michele Cossa, cittadino d'Ischia e IV signore di Procida e occupato il Castello Aragonese, lo ristruttura e vi si stabilisce in attesa di poter conquistare anche Napoli.
Nel 1441, partendo da Ischia, assedia Napoli dove può trionfalmente entrare il 26 febbraio del 1443.
Per ricompensare gli isolani dell'appoggio fornito, il sovrano concede ampi favori all'isola. Innamorato dell'isola, ne affida il governo alla sua favorita Lucrezia d'Alagno al cui fianco scorrazza per i boschi di Campotese a Panza e di Piano Liguori a Ischia trasformati in sue riserve di caccia. Lucrezia d'Alagno affida a sua volta il governo dell'isola, al cognato Giovanni Toriglia o Torella.

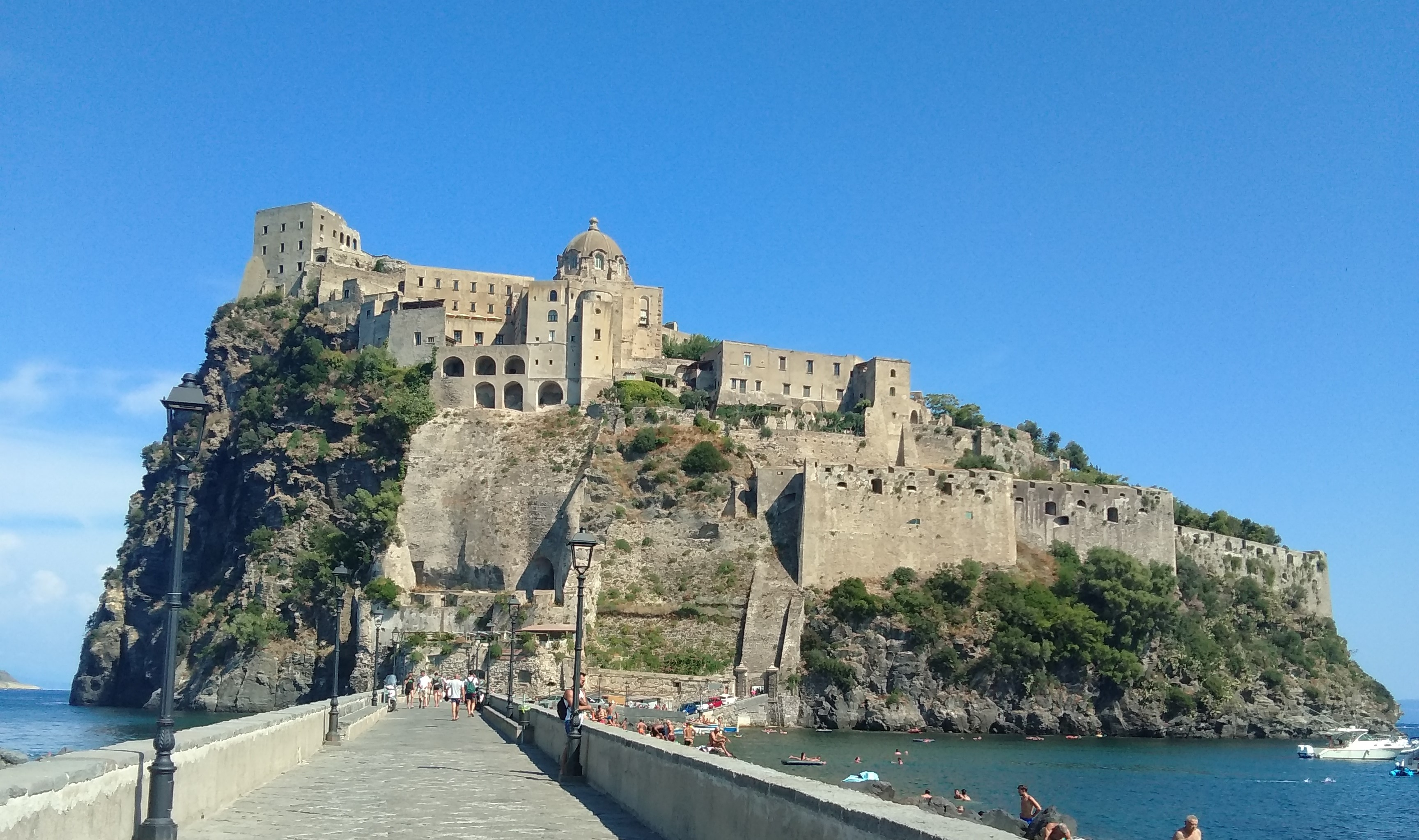
Castello Aragonese

Morto nel 1458 e lasciato sul trono il figlio Ferdinando I, i baroni napoletani e lo stesso Toriglia alzano bandiera angioina. Lucrezia è costretta all'esilio, mentre si attende l'arrivo di Giovanni d'Angiò, figlio di Renato d'Angiò.
Il figlio di Alfonso V di Aragona, re Ferrante o Ferdinando, desideroso di difendere i privilegi degli aragonesi, ordina ad Alessandro Sforza di occupare l'isola e di cacciare il Toriglia.
Ferrante vince contro Giovanni d'Angiò a Troia, in Puglia e lo sconfitto fa rotta verso ovest, poter poi riparare a Ischia. L'isola, nel frattempo, era stata parzialmente rioccupata dal Toriglia, grazie all'aiuto dei Cavalieri di Rodi. Ferrante tuttavia non si perde d'animo e insieme ad Alessandro Sforza, con due galee fa rotta verso Ischia. Qui ha ragione sui ribelli ed entra trionfalmente nel Castello Aragonese. Nel 1494, muore Ferrante. Il figlio Alfonso II si prepara a fermare Carlo VIII che di lì a poco incombe sull'Italia.
Abdica perciò a favore del figlio Ferdinando (o Ferdinando II).
Carlo VIII scende trionfante lungo la Penisola e Ferrandino, caduta Napoli in mano francese si rifugia a Ischia, portando con sé la vecchia regina Isabella, la figlia Giovanna (divenuta poi sua moglie), Innico d'Avalos, Giovanni Pontano e Jacopo Sannazaro. Vi resta un mese, facendo rotta poi verso Messina dove lo attende il fratello. Affida il governo dell'isola a Innico d'Avalos, marchese del Vasto, che rifiuta di arrendersi a Carlo VIII. Questi affida a Ludovico Sforza, il compito di assaltare l'isola.

### La famiglia d'Avalos: Innico e Costanza
Il 6 giugno 1496 Ludovico Sforza prova inutilmente ad assalire la roccaforte isolana. Innico II d'Avalos eroicamente mette in fuga l'assaltatore. Ludovico Ariosto, celebra l'eroismo di Innico d'Avalos nel suo Orlando furioso: 
(Canto XXXIII ott.24)

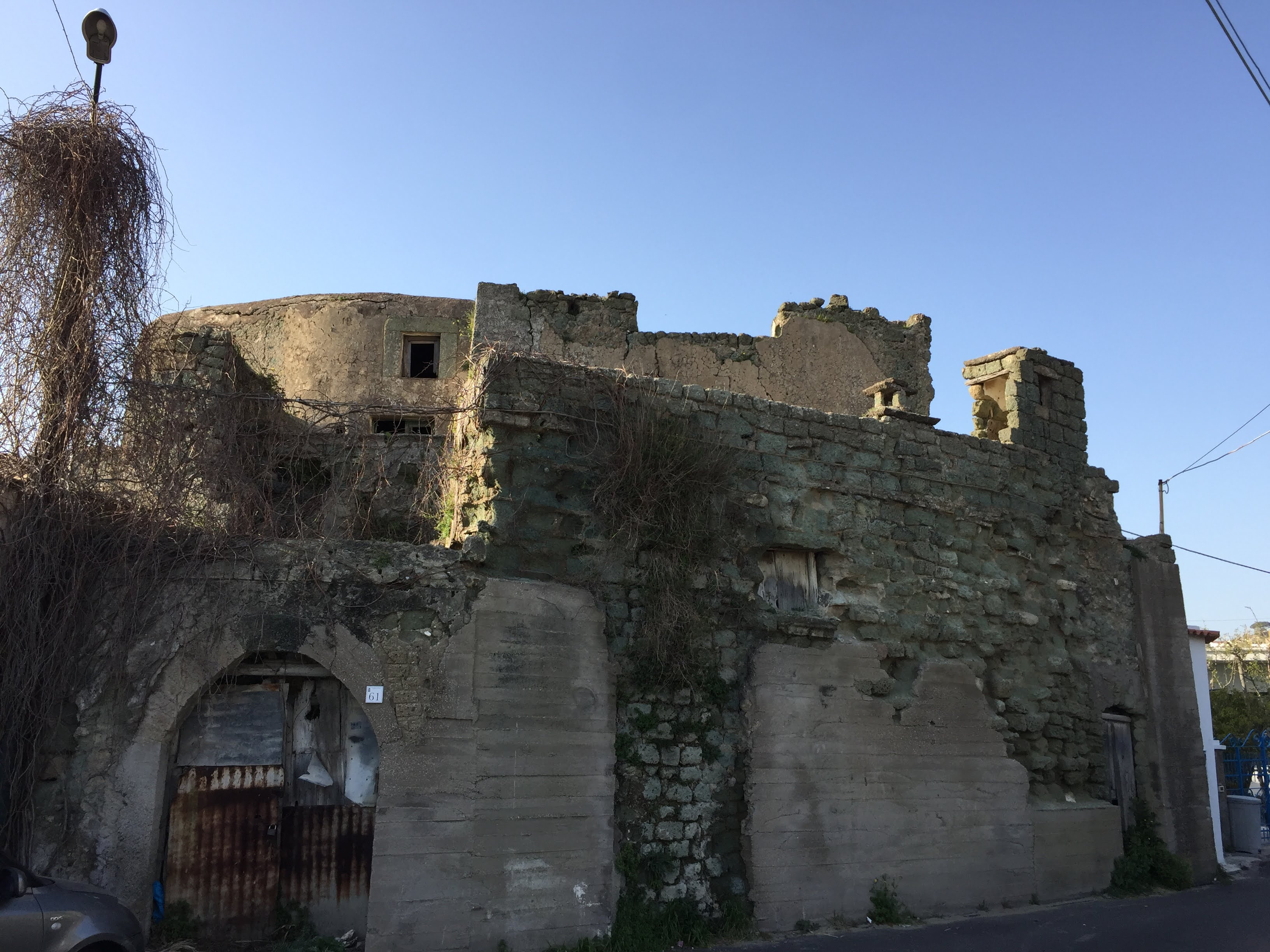
Rovine del casino di caccia dei d'Avalos a Panza

Ferrante II torna dalla Sicilia, premia Innico II d'Avalos e la città di Ischia, ma il 7 ottobre 1496, muore, lasciando il regno allo zio Federico, che non ha la forza di fermare la lotta tra Francia e Spagna per il trono di Napoli.
Affida perciò il governo del regno al generale d'Aubigny e si trasferisce con la famiglia a Ischia. Giuntovi, affida a titolo feudale l'isola a Innico II d'Avalos, con tutte le riserve, i boschi e il padiglione di caccia che possiede nei tenimenti di Panza.
Fa incidere a lettere d'oro sul frontespizio della cattedrale del Castello Aragonese l'iscrizione latina:
Quorum eximia servitia in omni tempore nostra fortuna elucescunt.
Catturato e tradotto in Francia, Federico, che è trattato da amico da Luigi XII scrive a Innico II d'Avalos di cedere Ischia a Luigi XII. Innico II d'Avalos rifiuta e con sua sorella Costanza d'Avalos si prepara a respingere l'attacco francese. Muore in battaglia nel 1503 e Costanza d'Avalos, nuova castellana d'Ischia, oppone una fiera resistenza ai francesi per ben 3 anni.
Vinti i francesi, il regno passa nelle mani di Ferdinando il Cattolico, che grato per la fedeltà dimostratagli, affida il governo dell'isola a Costanza d'Avalos che si circonda di poeti e cavalieri, trasformando il Castello Aragonese, nel cenacolo dei letterati e degli artisti del tempo.
Ferdinando il Cattolico le rende visita nel 1507.
Il regno di Napoli passa nelle mani di Giovanna di Trastámara, madre di Carlo V.
Costanza d'Avalos richiama a Ischia, suo nipote Fernando Francesco d'Avalos, figlio di Alfonso II d'Avalos, che qui sposa, il 27 dicembre 1509, Vittoria Colonna, marchesa di Pescara.
È a Ischia che Vittoria Colonna apprende che il marito è morto nella battaglia di Pavia nel 1525. Ischia è perciò ora sotto il controllo del cugino, Alfonso d'Avalos, marchese del Vasto. Nel gennaio del 1538 Alfonso d'Avalos è nominato governatore della Lombardia e lascia per sempre l'isola.

### Il pirata Barbarossa
Nel 1535 Carlo V era sbarcato a Napoli per celebrare il trionfo di Alfonso d'Avalos che sotto le mura di Tunisi aveva sconfitto centocinquantamila turchi comandati dal feroce Barbarossa. Questi per vendicarsi dell'affronto subito un decennio prima, il 22 giugno 1544, giunto nella baia della Scannella devasta il casale di Panza e da qui Forio e altri casali dell'isola. Circa duemila furono gli isolani uccisi o deportati come schiavi.
Un cronista dell'epoca annota: "Anno Domini 1544 a dì 25 de junio in Sessa ce fo nova che la armata del Turcho de Barbarossa Capitanio de dicta armata havea abrusciata Proceta et un Casale de Ischia, quale haveano fatto presuni certi cristiani in su l'armata...".

## Monumenti e luoghi d'interesse

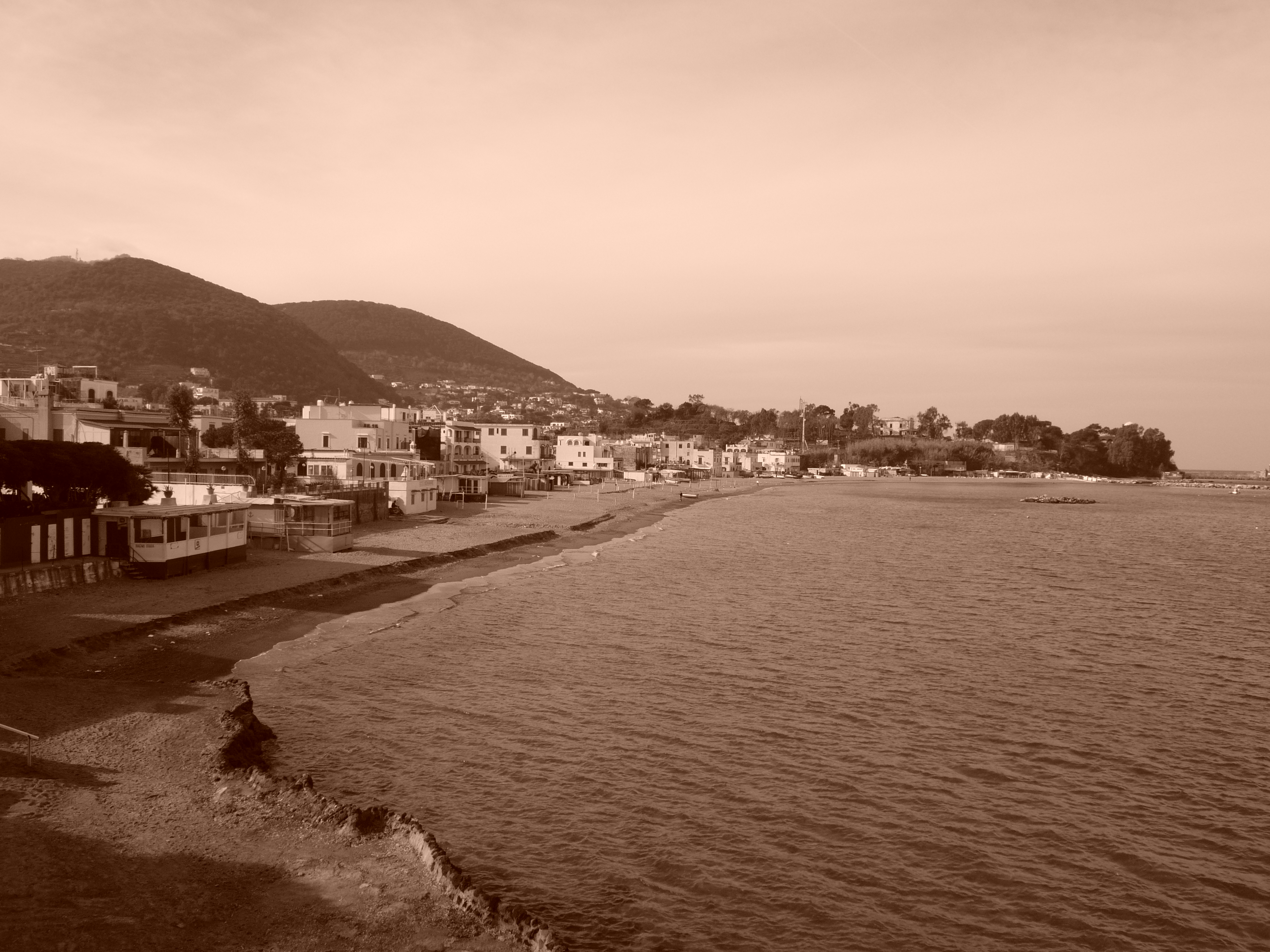
Spiaggia di San Pietro a Ischia Porto

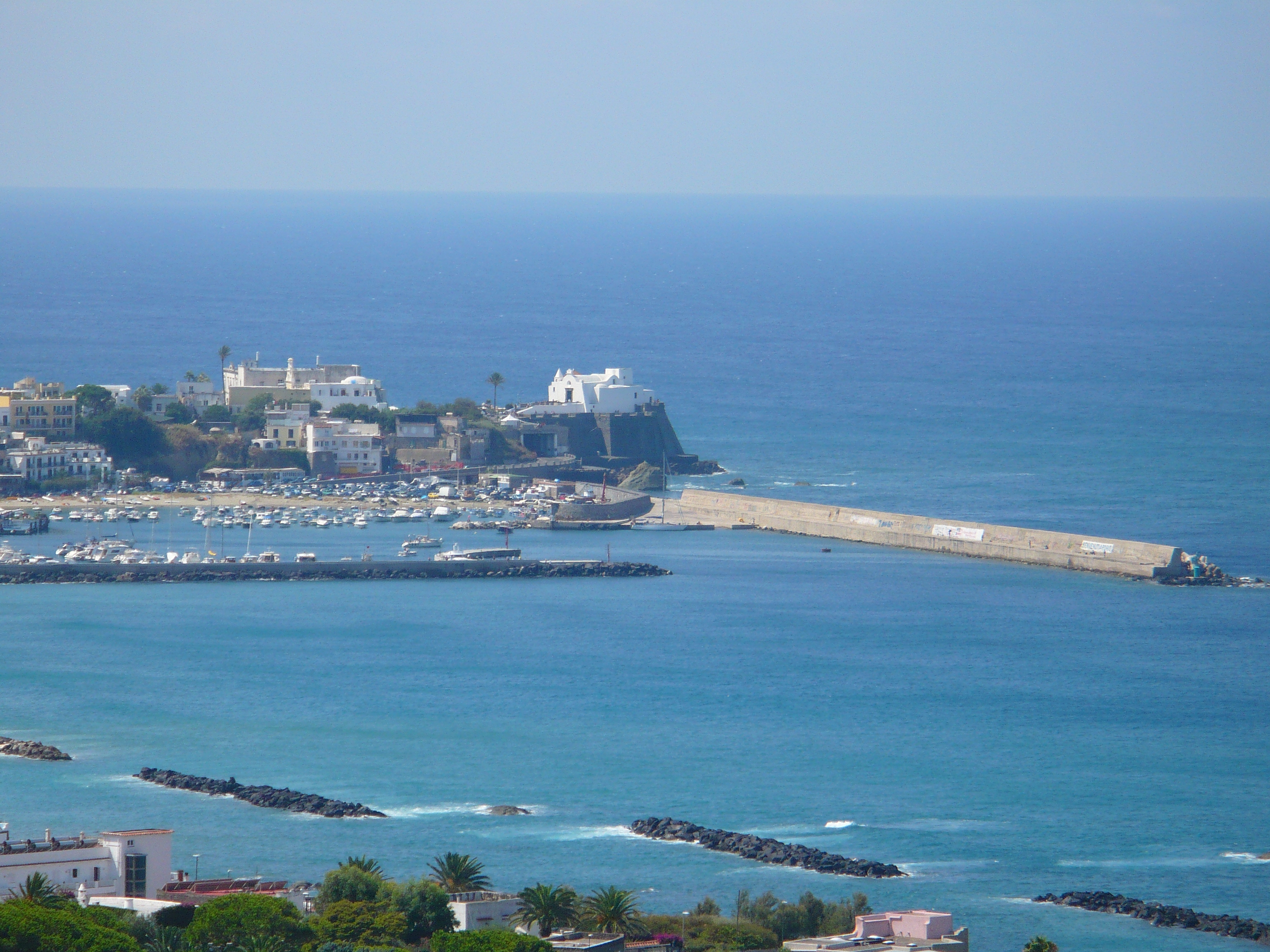
Chiesa del Soccorso vista dai giardini La Mortella

- Museo archeologico di Pithecusae ospitato nella villa "Arbusto" con la importantissima Coppa di Nestore
- Giardini La Mortella
- Castello Aragonese
- Torre di Guevara
- Museo di Santa Restituta
- Il Torrione, a Forio
- Chiesa di Santa Maria del Soccorso, a Forio
- La Colombaia, a Forio
- Giardini Ravino, a Forio[23]
- Borgo Sant Angelo a Serrara Fontana
- Borgo Ischia Ponte, a Ischia
- Monte Epomeo 789 m, a Serrara Fontana
- Museo del Mare, a Ischia Ponte
- Giardini Termali Poseidon, a Forio
- Cattedrale di Santa Maria Assunta, a Ischia Ponte
- Basilica di Santa Maria di Loreto, Forio
- Collegiata dello Spirito Santo, a Ischia Ponte
- Mudis - Museo Diocesano di Ischia
- Parco Termale Castiglione
- Parco del Negombo
- Porto di Ischia, Sala Museo  Delle Antiche Terme Comunali

### Le Terme dell'isola
Le acque termali dell'Isola d'Ischia sono ben conosciute e utilizzate fin dall'antichità. Apprezzabili in ogni periodo dell’anno sgorgano in abbondanza sia in proprietà private che in zone pubbliche, particolare menzione meritano quelle di Sorgeto, che riescono a mitigare il microclima dell’intera baia rendendo possibile fare un bagno caldo in mare (e quando c’è, prendere il sole) anche in pieno inverno. La natura vulcanica dell’isola rende Ischia uno dei maggiori centri termali d'Europa. Le acque termali ischitane sono alcaline. Già i primi coloni Euboici (VIII secolo a.C.), come dimostrano i numerosi reperti archeologici rinvenuti nel sito di Pithecusa e conservati presso il Museo Archeologico di Villa Arbusto a Lacco Ameno, apprezzavano e usavano le acque delle sorgenti termali dell'Isola. I Greci infatti utilizzavano le acque termali per ritemprare lo spirito e il corpo e come rimedio per la guarigione dei postumi di ferite di guerra (in epoca pre-antibiotica) attribuendo alle acque e ai vapori che sgorgavano dalla terra poteri soprannaturali; non a caso presso ogni località termale sorgevano templi dedicati a divinità come quello di Apollo a Delfi. Strabone, storico e geografo greco, cita nella sua monumentale opera geografica l'Isola d'Ischia e le virtù delle sue sorgenti termali (Geograph. Lib. V). Se i Greci furono i primi popoli a conoscere i poteri delle acque termali, i Romani le esaltarono come strumento di cura e relax attraverso la realizzazione di Thermae pubbliche e utilizzarono sicuramente e proficuamente le numerose sorgenti dell'Isola (come dimostrano le tavolette votive rinvenute presso la Sorgente di Nitrodi a Barano d'Ischia, dove sorgeva un tempietto dedicato ad Apollo e alle Ninfe Nitrodie, custodi delle acque) anche senza fastosi insediamenti; nell'Isola infatti non sono state rinvenute, come invece a Roma e in altri centri termali dell'antichità, imponenti vestigia di edifici termali probabilmente per le eruzioni vulcaniche e i terremoti che frequentemente ne hanno violentemente scosso le balze. Il declino della potenza di Roma coincise con l'abbandono dell'uso dei bagni anche a Ischia: non ci sono infatti tracce dell'uso delle acque nel Medioevo.
Di terme e termalismo si riprende attivamente a parlare nel Rinascimento e un impulso decisivo alla moderna medicina termale venne dato da Giulio Iasolino, un medico calabrese, docente presso l'Università di Napoli, che verso la fine del Cinquecento, affascinato dal clima e dai fenomeni di vulcanismo secondario (fumarole e acque termali), intuendo le potenzialità terapeutiche del mezzo termale, effettuò un meticoloso censimento delle sorgenti dell'Isola (per la prima volta appare la ricchezza idrogeologica del territorio isolano), ne individuò la composizione delle acque e compì dettagliate osservazione circa gli effetti delle stesse su numerose patologie che affliggevano i suoi contemporanei (nel descrivere la Sorgente del Castiglione, una delle più famose dell'epoca, Iasolino esprime tutto il suo entusiasmo per le acque termali: "Noi ogni dì vediamo operazioni e virtù di quest'acqua così meravigliose e stupende che veramente bisogna credere essere data dal cielo per la salute degli uomini"). Con la pubblicazione del trattato "De' Rimedi Naturali che sono nell'Isola di Pithecusa; hoggi detta Ischia" Iasolino liberò le acque termali di Ischia da quell'alone magico che fino ad allora ne aveva condizionato l'utilizzo. Dopo le esperienze di Iasolino, agli inizi del Seicento, considerando che molte guarigioni si ottenevano con l'uso dei bagni termali e che le cure a Ischia, abbastanza costose, potevano permettersele solo nobili e ricchi borghesi, un gruppo di nobili filantropi napoletani fece edificare nel comune di Casamicciola il "Pio Monte della Misericordia", "stabilimento termale (per l'epoca) più grande d'Europa", per permettere anche a chi non aveva adeguate possibilità economiche di godere delle qualità terapeutiche delle locali acque termali. Dal Seicento alla metà del Novecento vennero costruiti in prossimità delle più rinomate sorgenti termali numerosi stabilimenti e strutture ricettive che fecero dell'Isola d'Ischia una rinomata stazione internazionale di cura e soggiorno dove vennero a curare le malattie del corpo, e non solo, personaggi celebri come Giuseppe Garibaldi, dopo la battaglia di Aspromonte, Camillo Benso, conte di Cavour, Arturo Toscanini. Nel 1932 Linda Helene Penzel trasforma la casa di famiglia del marito Alberto Mattera nel primo albergo di Sant'Angelo d'Ischia, l'Hotel Miramare, diventando così pioniera del turismo locale e dagli anni sessanta, grazie ad Angelo Rizzoli imprenditore, produttore cinematografico e filantropo, innamorato del comune di Lacco Ameno (ancora oggi, salotto esclusivo dell’isola grazie alle tante strutture ricettive cinque stelle lusso), l'Isola d'Ischia e le sue acque termali si aprirono ai grandi flussi turistici, con una particolare vocazione al turismo d’élite e al termalismo. Nel 1926 viene inaugurata una litoranea Porto d’Ischia, Casamicciola, Lacco Ameno, fino a Forio, realizzata dall’ing. Gioacchino Luigi Melucci.

## Cultura
Ischia ha un’importanza culturale profonda, stratificata e a tratti sorprendente: è una vera e propria porta d’ingresso del Mediterraneo antico, ma anche un crocevia moderno di arte, letteratura, cinema e scienza. La sua rilevanza culturale si può leggere su più livelli:

### 1. La culla della colonizzazione greca in Occidente
- Pithecusa (oggi Lacco Ameno) è la prima colonia greca d’Occidente, fondata intorno al 770 a.C..
- Luogo di contatti tra Greci, Etruschi, Fenici e Italici, crogiolo di culture nel cuore del Tirreno.
- Reperti come la Coppa di Nestore (con la più antica iscrizione greca d’Italia) testimoniano una cultura avanzata, multiculturale e alfabetizzata.

### 2. Ischia romana e medievale
- Conosciuta come Aenaria in epoca romana, era apprezzata per le terme e il clima salubre.
- Nel Medioevo divenne rifugio e roccaforte (es. Castello Aragonese, simbolo dell’isola), mantenendo un ruolo strategico nel Regno di Napoli.

### 3. Ischia nell’arte e nella letteratura
- Giovanni Pontano, umanista napoletano, la celebrò nel XV sec.
- Ospitò o ispirò artisti come Henri Matisse, René Paresce, Eduardo De Filippo, e scrittori come W.H. Auden, Truman Capote, Elsa Morante (L’isola di Arturo).
- Elsa Morante fu legata profondamente a Ischia, tanto da ambientarvi uno dei suoi capolavori letterari.

### 4. Ischia nel cinema e nella cultura contemporanea
- Luchino Visconti visse a Villa La Colombaia, trasformandola in un centro intellettuale d'élite. Oggi è museo e spazio espositivo.
- Ischia è stata scenario per molti film italiani e stranieri.
- Ospita l’Ischia Film Festival e l’Ischia Global Fest, richiamando registi, attori e produttori da tutto il mondo.

### 5. Cultura scientifica e termalismo
- Celebre per le sue acque termali fin dall’antichità (Plinio il Vecchio le menziona), è un laboratorio naturale tra medicina, geologia e benessere.
- Ischia ha sviluppato un’identità culturale legata al termalismo, all’ambiente e alla scienza del territorio vulcanico.

### 6. Presente e futuro culturale
- Oltre ai musei come Villa Arbusto (che oggi custodisce il patrimonio greco, ex residenza privata del filantropo italiano Angelo Rizzoli), l’isola promuove residenze artistiche, festival, e iniziative di recupero storico e ambientale.
- È un punto di riferimento per chi cerca connessioni tra passato e presente, natura e cultura.
- LA TRADIZIONE GASTRONOMICA DI ISCHIA L’isola d’Ischia, pur essendo famosa per il mare, ha una cucina profondamente contadina, legata alla sua terra vulcanica fertile e ai suoi vigneti, prima ancora che alla pesca.  Storicamente, infatti, Ischia era abitata da contadini, non da pescatori. Quindi la gastronomia tradizionale riflette il perfetto connubio fra terra e mare, : piatti robusti, saporiti, legati a carne, pesce, ortaggi e vini locali.  ⸻  I piatti più iconici: 1. Coniglio all’Ischitana (Il piatto simbolo dell’isola)  	•	Caratteristiche: il coniglio viene allevato nei “fosse” (piccole grotte naturali).  	•	Preparazione: marinato in aglio, vino bianco, peperoncino, rosmarino, cotto in tegame di terracotta con pomodorini freschi.  	•	È un piatto profumato, rustico, succoso.  	•	Curiosità: in passato, era il piatto della domenica o delle grandi feste.  2. Ziti o bucatini con il sugo di coniglio  	•	Pasta lunga condita con il sugo del coniglio all’ischitana, molto saporito e aromatico.  	•	Tradizione: il sugo veniva “rubato” direttamente dalla pentola prima che il coniglio fosse servito come secondo.  3. Pesce fresco e frutti di mare  	•	Piatti semplici e genuini, esaltando il pesce locale: pezzogna, saraghi, totani.  	•	Specialità: totani e patate (totani freschi stufati con pomodoro e patate locali).  	•	Zuppa di pesce (spesso servita con pane raffermo abbrustolito).  4. Melanzane a funghetto  	•	Melanzane fritte e saltate con pomodorini freschi.  	•	Un contorno tipico in estate, fresco e saporito.  5. Pasta fagioli e cozze  	•	Unione perfetta di terra e mare: piatto umile e straordinariamente gustoso.
- 6.  La zingara ischitana , È un panino tostato, fatto con pane cafone (il pane rustico campano) o una frisella morbida.  	•	All’interno c’è un ripieno semplice ma gustosissimo:  	•	Prosciutto crudo di qualità  	•	Fior di latte (mozzarella fresca)  	•	Pomodoro a fette  	•	Lattuga (o a volte rucola)  	•	Un filo d’olio extravergine d’oliva.  Il tutto viene tostato (originariamente su una piastra o in padella) finché il pane diventa croccante fuori e il formaggio si scioglie leggermente all’interno.  La zingara è la vera anima “pop” di Ischia, perfetta da mangiare a piedi scalzi dopo il mare, magari guardando il tramonto.  È il simbolo della cucina ischitana più giovane, autentica, e leggera, rispetto ai piatti più antichi e strutturati
- 7  Verdure selvatiche saltate  	•	Erbe spontanee (bietole, cicorie, borragine) raccolte nelle campagne, lessate e ripassate in padella con aglio, olio e peperoncino.  	•	Un contorno storico nelle famiglie contadine.
- 8  Pasta e patate con provola  	•	Primo piatto povero, cremoso e filante grazie alla provola affumicata.  	•	Tipico dei contadini dell’entroterra ischitano.
- 9   Braciole al sugo  	•	Involtini di carne ripieni di aglio, prezzemolo, pecorino, cotti lentamente nel sugo di pomodoro.  	•	Il sugo veniva usato per condire la pasta, mentre la carne si mangiava come secondo.

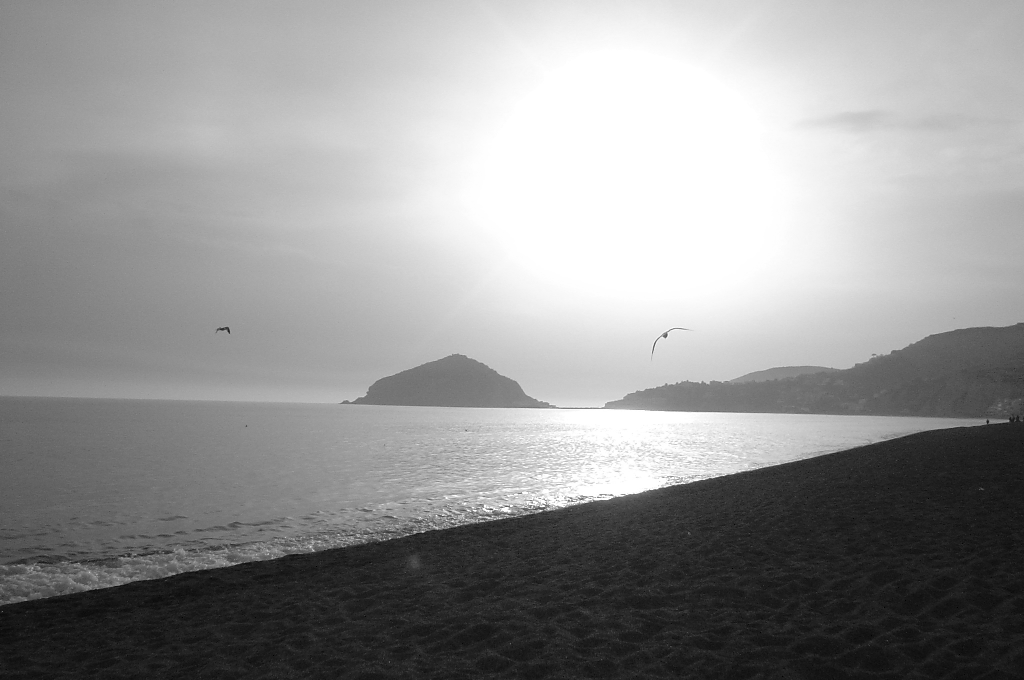
L'isolotto di Sant'Angelo visto dalla spiaggia dei Maronti (in latino "Marontis", luogo tranquillo) nel comune di Barano: la punta meridionale dell'isola

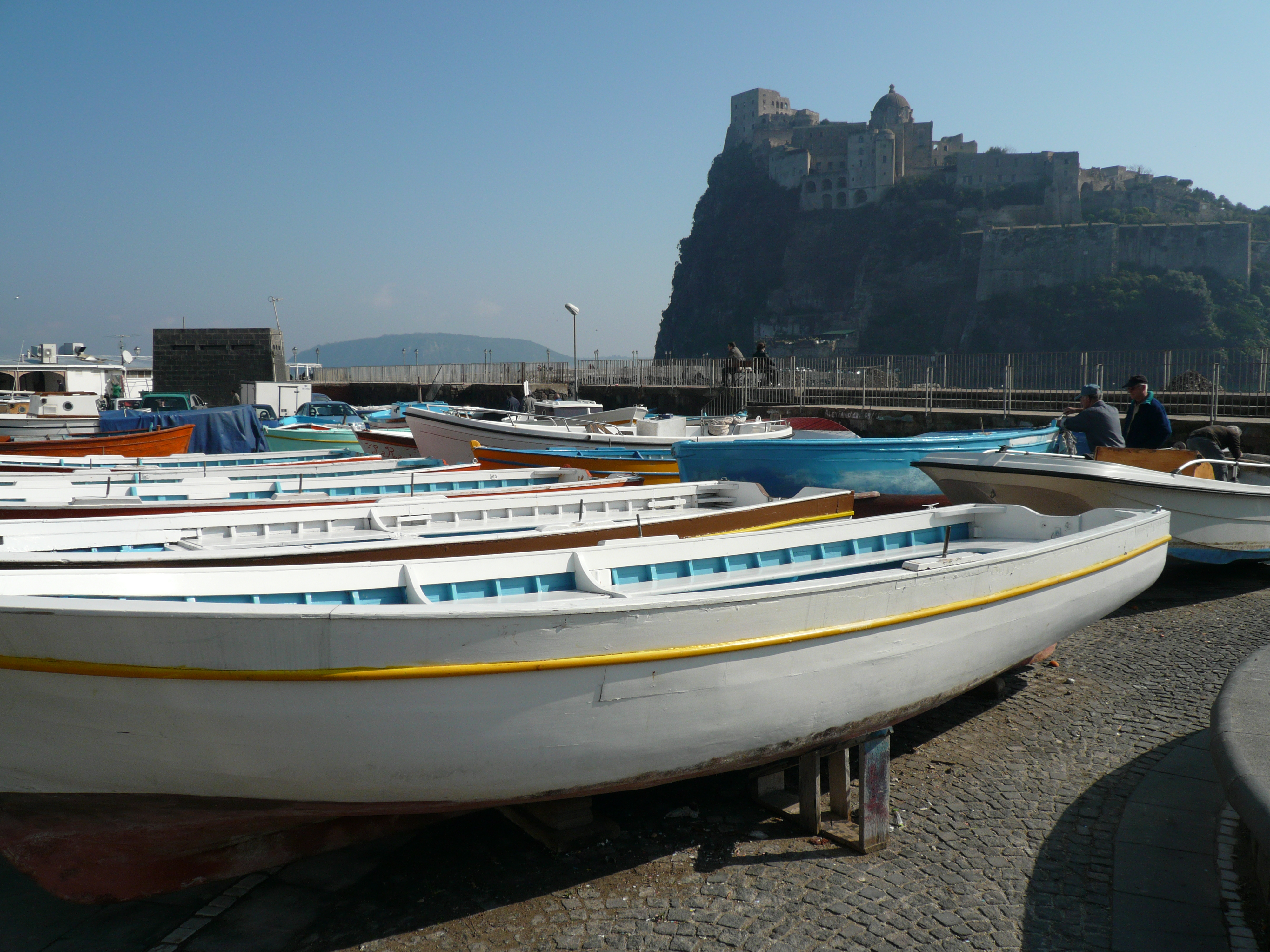
Barche di fronte al Castello Aragonese nel comune di Ischia

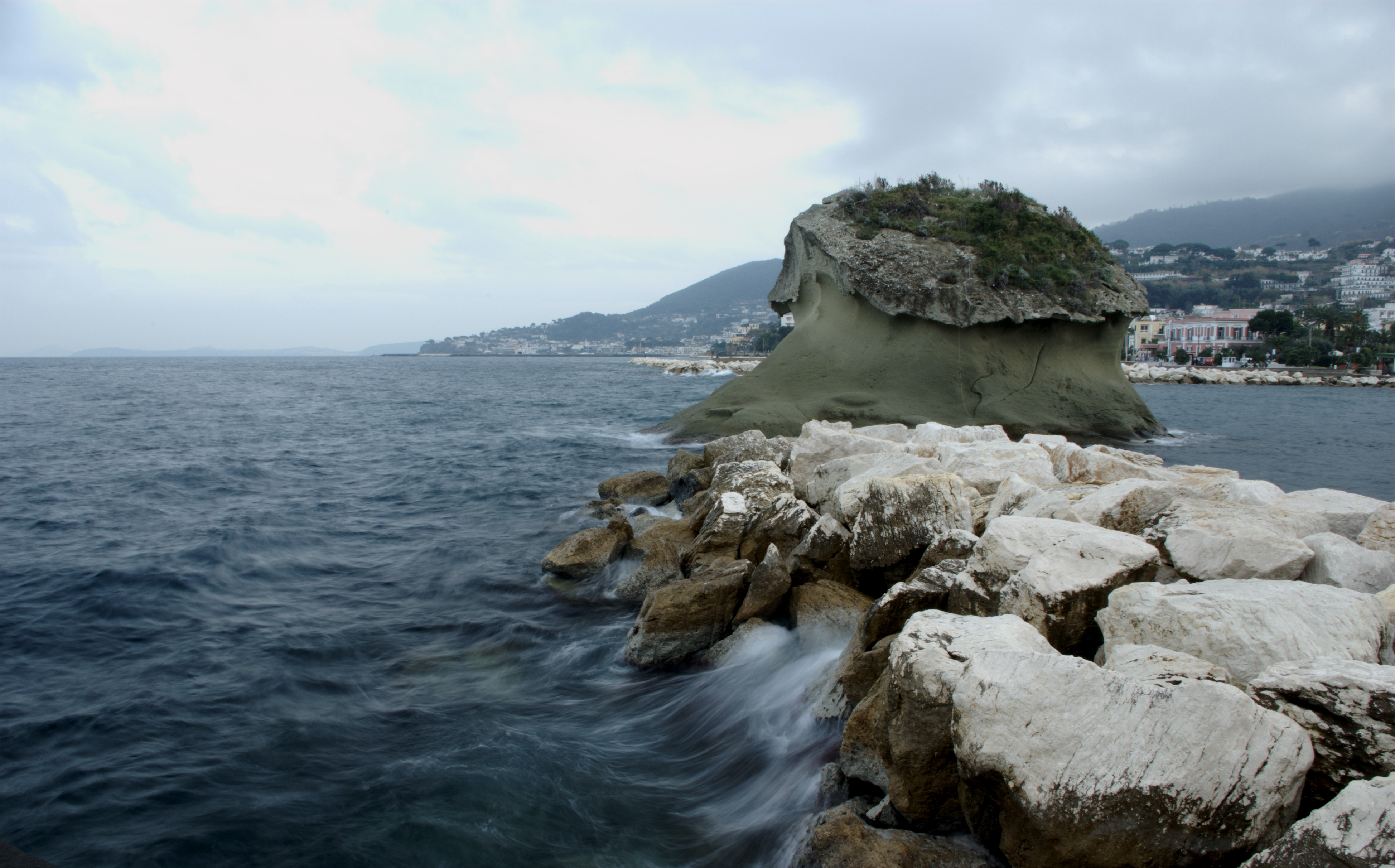
Il "Fungo" di Lacco Ameno

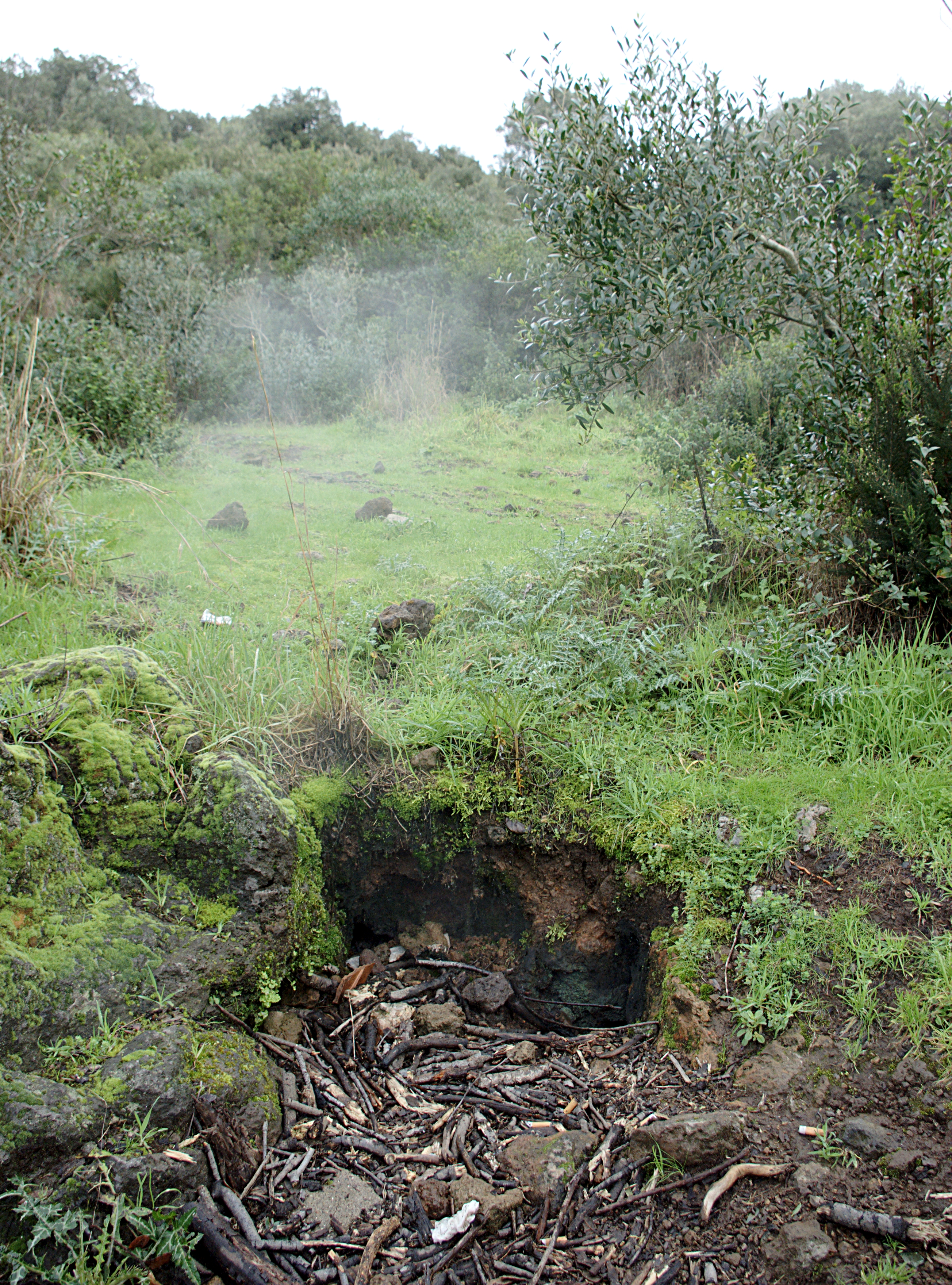
Fumarole presso il cratere del Cretaio

### Film girati a Ischia
- Il corsaro nero, regia di Amleto Palermi (1937)
- Il Dottor Antonio, regia di Enrico Guazzoni (1937)
- Campane a martello, regia di Luigi Zampa (1949)
- Il mulatto, regia di Francesco De Robertis (1950)
- La Scogliera del peccato, regia di Roberto Bianchi Montero (1950)
- Il corsaro dell'isola verde (The Crimson Pirate - USA 1952) regia di Robert Siodmak (1952)
- Il Mostro dell'isola, regia di Roberto Bianchi Montero (1953)
- Lacrime d'amore, regia di Pino Mercanti (1954)
- Suor Letizia - Il più grande amore, regia di Mario Camerini (1956)
- Vacanze a Ischia, regia di Mario Camerini (1957)
- Sissi a Ischia, (altro titolo Scampolo), regia di Alfred Weidenmann (1958)
- Delitto in pieno sole, (Plein soleil) regia di René Clément (1959), noto anche come In pieno sole. Rifatto con Il talento di Mr. Ripley (1999) da A. Minghella
- Appuntamento a Ischia, regia di Mario Mattòli (1960)
- Wir wollen niemals auseinandergehn, regia di Harald Reinl (1960)
- Morgan il pirata, regia di Primo Zeglio (1960)
- Diciottenni al sole, regia di Camillo Mastrocinque (1962)
- Cleopatra, regia di Joseph L. Mankiewicz (1963)
- Caccia alla volpe, regia di Vittorio De Sica (1966)
- Ischia operazione amore, regia di Vittorio Sala (1966)
- Che cosa è successo tra mio padre e tua madre?, (altro titolo Avanti!) regia di Billy Wilder (1972)
- La professoressa di scienze naturali, regia di Michele Massimo Tarantini (1976)
- La vergine, il toro e il capricorno, regia di Luciano Martino (1977)
- Una tenera follia, regia di Ninì Grassia (1985)
- Il Commissario Raimondi, (Fiction TV) regia di Paolo Costella (1998)
- Cient'anne, regia di Ninì Grassia (1999)
- Il talento di Mr. Ripley (The Talented Mr. Ripley) regia di Anthony Minghella (1999)
- Se lo sai sono guai, regia di Michele Massimo Tarantini (2001)
- Il paradiso all'improvviso, regia di Leonardo Pieraccioni (2003)
- 42plus, regia di Sabine Derflinger (2007)
- Un'estate al mare, regia di Carlo Vanzina (2008)
- Villa Amalia, regia di Benoit Jaquot (2009)
- I delitti del cuoco, regia di Alessandro Capone (2010) (serie televisiva)
- A casa tutti bene, regia di Gabriele Muccino (2018)
- L'amica geniale, regia di Saverio Costanzo e di Alice Rohrwacher (2018 - in corso)
- Men in Black: International, regia di Felix Gary Gray (2019)
- Di4ri, regia di Alessandro Celli (2022 - in corso)

### Fumetti
- 1986 - Le avventure di Tintin - Tintin et l'Alph-Art (storia incompleta e scritta solo in francese e inglese)

## Geografia antropica
- Nell'isola è diffusa una particolare mutazione genetica, che favorisce l'insorgere della policitemia. La stessa mutazione genetica è frequente in Ciuvascia.[25]

### Suddivisioni amministrative

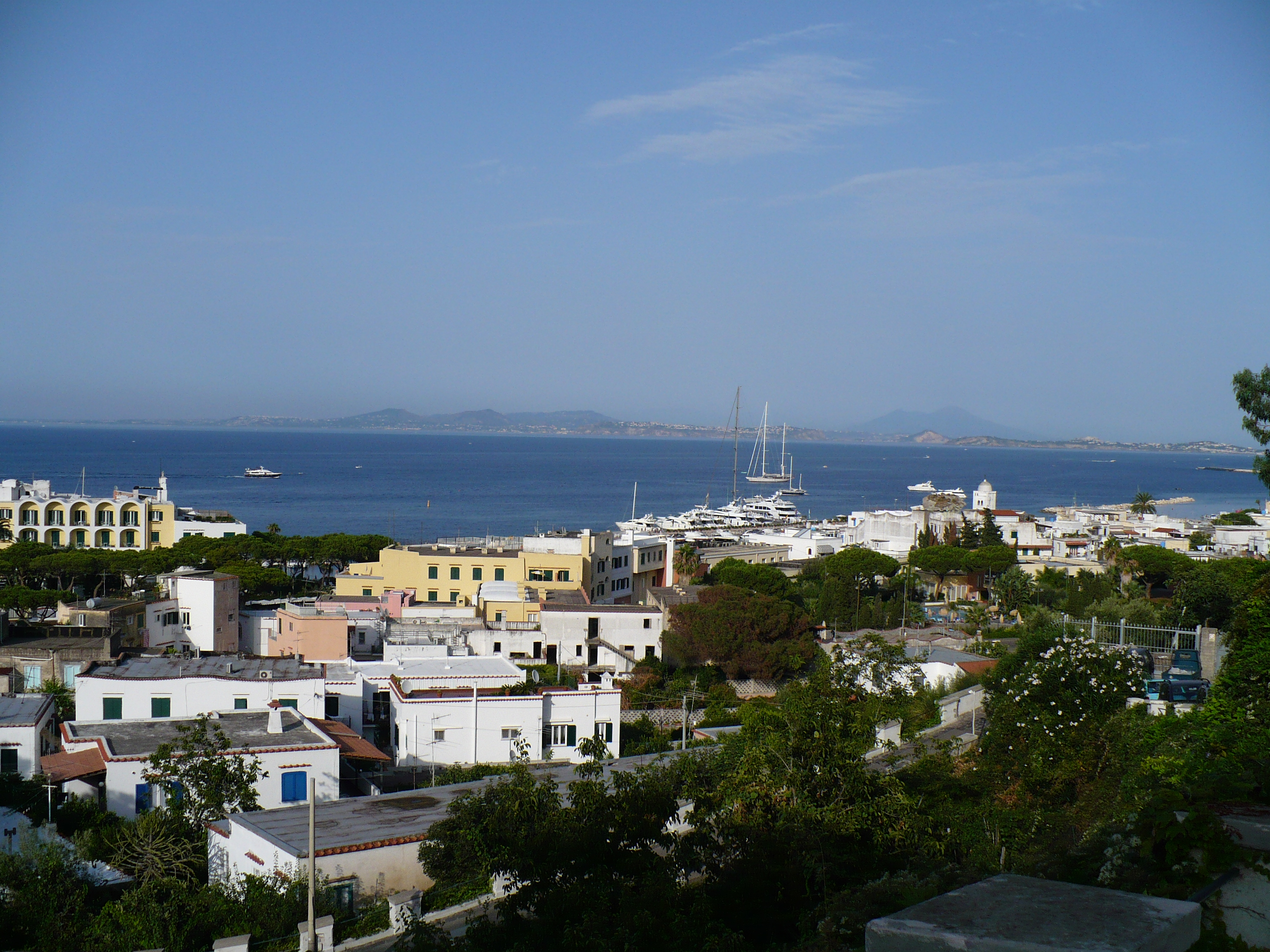
Veduta di Lacco Ameno da Villa Arbusto

Amministrativamente Ischia è divisa in sei comuni:
| Comune             | Popolazione |
| ------------------ | ----------- |
| Ischia             | 19 350      |
| Forio              | 17 510      |
| Barano d'Ischia    | 9 987       |
| Casamicciola Terme | 7 900       |
| Lacco Ameno        | 4 785       |
| Serrara Fontana    | 3 101       |

Nel 2001 è stata fondata l'associazione per il Comune Unico, che propone l'istituzione di un solo comune in luogo delle sei amministrazioni attuali; un referendum sul tema che si è tenuto il 5 e 6 giugno 2011 non ha superato il quorum.

## Economia

### Turismo

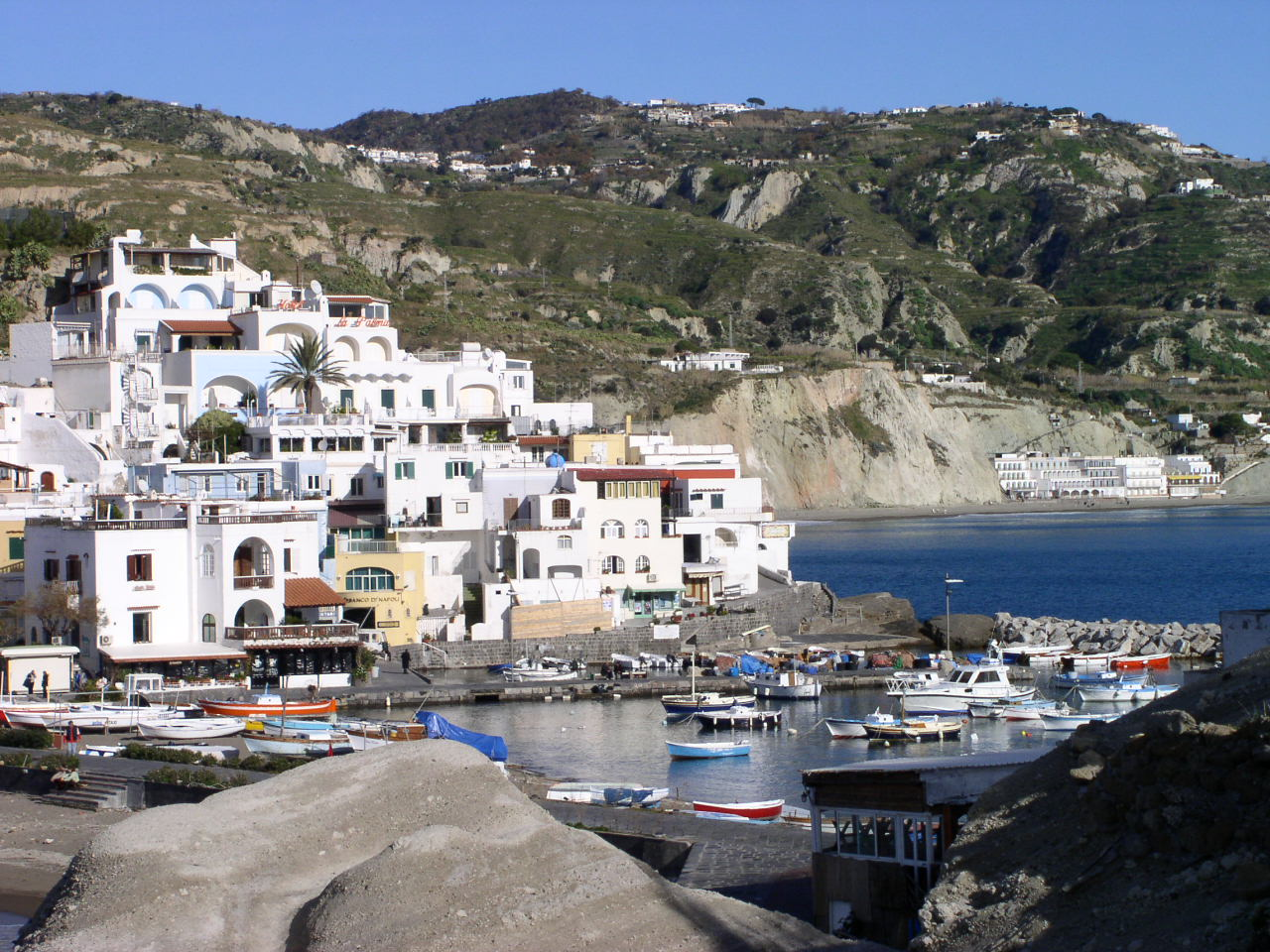
Borgo di S. Angelo, piccolo borgo abitato un tempo da pescatori diventato tra i principali luoghi di attrazione dell'isola.

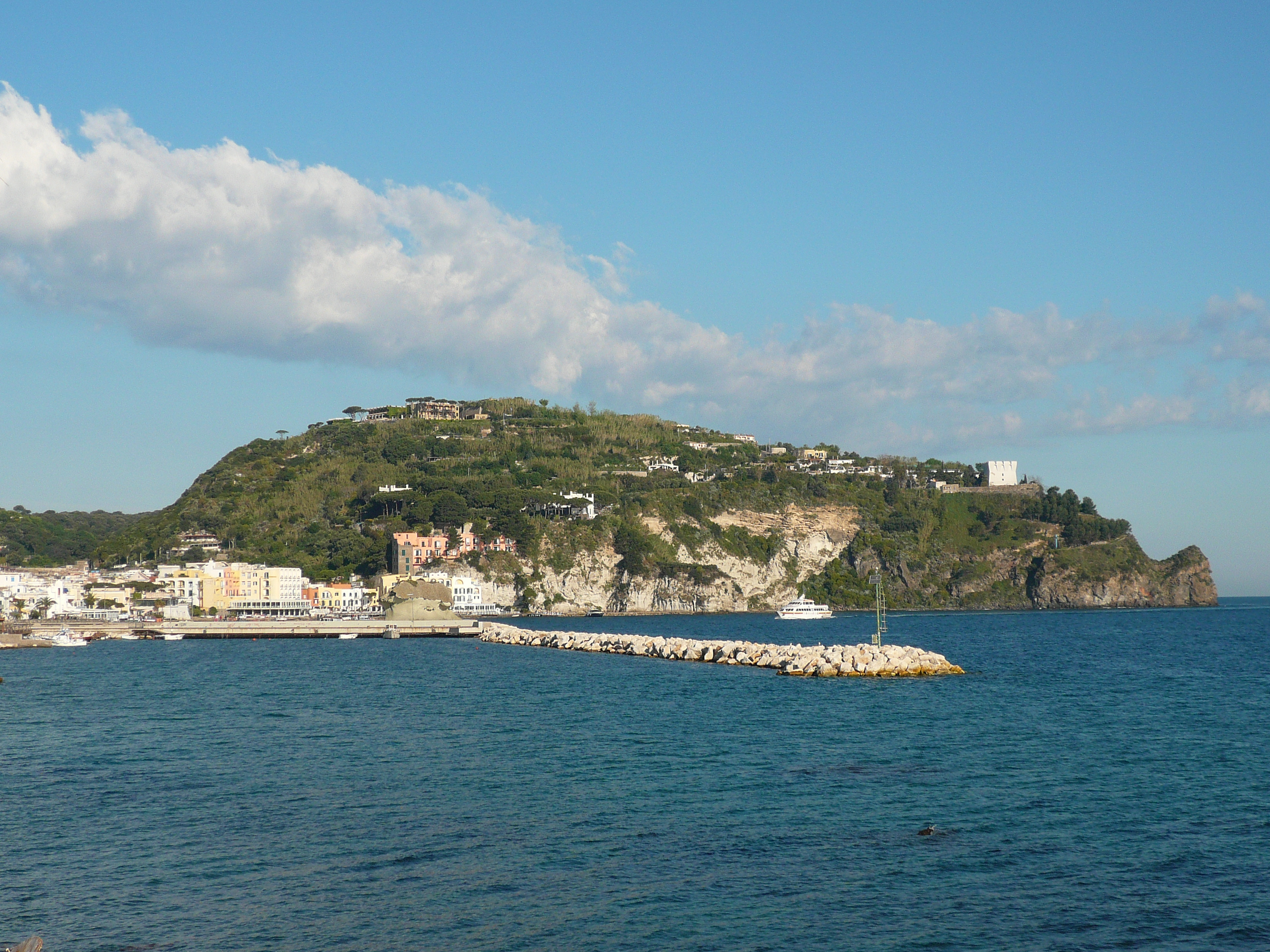
Lacco Ameno una delle zone più rinomate dell’isola, con boutique ristoranti e gioiellerie.

Le isole dell'Arcipelago Campano sono meta di migliaia di turisti all'anno: in particolare, d'estate la popolazione presente arriva a 300 000 persone, pari a circa cinque volte la popolazione residente. L'isola è famosa per il suo mare cristallino e le numerosissime terme. Il clima mite quasi tutto l'anno la rende una meta ambita in qualsiasi stagione. Le tantissime strutture ricettive soddisfano ogni tipo di esigenza e, specialmente d'estate, non è difficile imbattersi in VIP intenti a passeggiare per le strade affollate dello shopping in corso Vittoria Colonna a Ischia Porto, per il tranquillo promontorio di Sant'Angelo o per le boutique che circondano piazza S. Restituta di Lacco Ameno.

### Agricoltura e pesca
L'agricoltura è stata per anni la principale fonte d'economia isolana, assieme alla pesca, anche se la maggior parte dei terreni non viene coltivata per il grande sviluppo del turismo, che ha reso l'agricoltura un settore meno redditizio rispetto al passato. Forio è sempre stato il principale distretto agrario, il suo suolo molto fertile, permette diverse colture come la vite, che offre rinomati vini, olivi e agrumi, oltre che cereali, castagni, ortaggi e frutta.
Tradizionalmente la pesca si sviluppava nei comuni costieri, ricchi di approdi e spiagge. Il versante settentrionale, le cui coste basse scendono dolcemente sotto il livello del mare con un'ampia piattaforma costiera, fino ai 300 m, si apre su un tratto di mare favorevole alla pesca mentre le coste orientali, prive di approdi, e soprattutto quelle meridionali, subito al largo delle quali il mare raggiunge notevoli profondità (più di 600 m), sono meno favorite. Queste caratteristiche hanno fatto in modo che Ischia Ponte, Lacco Ameno e il borgo di S.Angelo divenissero nei secoli i centri del peschereccio, in cui risiedevano gran parte dei pescatori, mentre il resto è sparso negli altri centri. Particolare menzione merita    La tonnara di Lacco Ameno, che fù una delle più importanti e longeve strutture di pesca del Mediterraneo, operativa dal 1501 fino al 1959. Fondata durante il regno di Federico d'Aragona, rappresentava un'istituzione economica e culturale di rilievo per l'isola. Nel 1743, i Casali di Lacco Ameno affittarono la zona antistante il mare per l'installazione della tonnara, che divenne un simbolo della tradizione marinara locale. La tonnara si estendeva per circa 500 metri nelle acque di fronte a Lacco Ameno, in direzione nord-est dalla Punta di Monte di Vico. Il sistema di pesca era gestito da un "Rais", figura centrale che coordinava le operazioni. Le operazioni di pesca seguivano rituali tradizionali, tra cui l'uso di una "muciara" (barca tradizionale) e la costruzione di un impianto di reti chiamato "Caparaise". Durante il periodo di pesca, che andava da marzo a settembre, il Rais elevava un crocifisso ricoperto di immagini devozionali, spesso accompagnato da una processione di tonnaroti. Questi rituali erano dedicati a Sant'Antonio e riflettevano la profonda connessione tra la comunità e il mare. Oggi i pescatori pescano tutto l’anno, tuttavia in molti abbandonano da giugno ad agosto le acque della Campania, andando momentaneamente verso il pescoso medio e alto Tirreno. Alcune limitazioni nella pesca si sono avute con l'istituzione, mediante la legge 394/91 dell'area marina protetta Regno di Nettuno, che interessa i fondali marini circostanti le isole di Procida, Vivara e Ischia.

### La viticoltura
La viticoltura a Ischia ha origini millenarie. Sulla coppa di Nestore, ritrovata a Monte Vico (Lacco Ameno), è incisa una frase che inneggia al buon vino locale e testimonia che gli Antichi Eubei, che avevano colonizzato l'isola, avevano introdotto la coltivazione della vite e quindi la produzione del "nettare degli Dei". La tecnica di coltivazione, in particolare modo, richiama alla tradizione greca e differisce da quella etrusca usata nel centro Italia e nelle zone interne della Campania. La viticoltura è stata alla base dell'economia isolana per lunghi periodi storici, condizionandone la vita e i costumi degli stessi abitanti. Le colture sull'isola si estendono dalle coste fin sugli irti pendii montani dove cellai e terrazzamenti, costruiti con rinforzi di muri a secco di pietra di tufo verde, consentono la coltivazione della vite. Un antico vitigno autoctono dell'isola è il San Lunardo, coltivato in particolare nell'area di Panza. Dal 1500 il vino bianco sfuso veniva esportato via mare verso la terraferma ai principali mercati italiani e stranieri fino in Dalmazia, veniva posto in "carrati" trasportati dalle vinaccere (barche a vela). Dal 1955 il cambiamento dell'economia isolana è stato radicale. Lo sviluppo rapido del turismo, che è diventato la principale risorsa economica dell'isola, ha indebolito e in parte cancellato il passato culturale di questa tradizione.

### Associazioni, volontariato e sport
L'attività di volontariato a Ischia è molto varia. Comitati e associazioni lavorano per promuovere il territorio e fornire servizi e iniziative per i residenti. Numerose associazioni sportive svolgono l'attività su tutta l'isola. L'isola ha un suo fiduciario C.O.N.I. e per la sua peculiarità è sede del Comitato Tecnico Territoriale della F.I.B.(Federazione Italiana Bocce) unica sede di Comitati periferici di FSN sull'isola. Degna di menzione è la Società Sportiva Ischia Isolaverde, società calcistica fondata nel 1922 e promossa nel 2014 in Lega pro.

## Trasporti

### Collegamenti marittimi

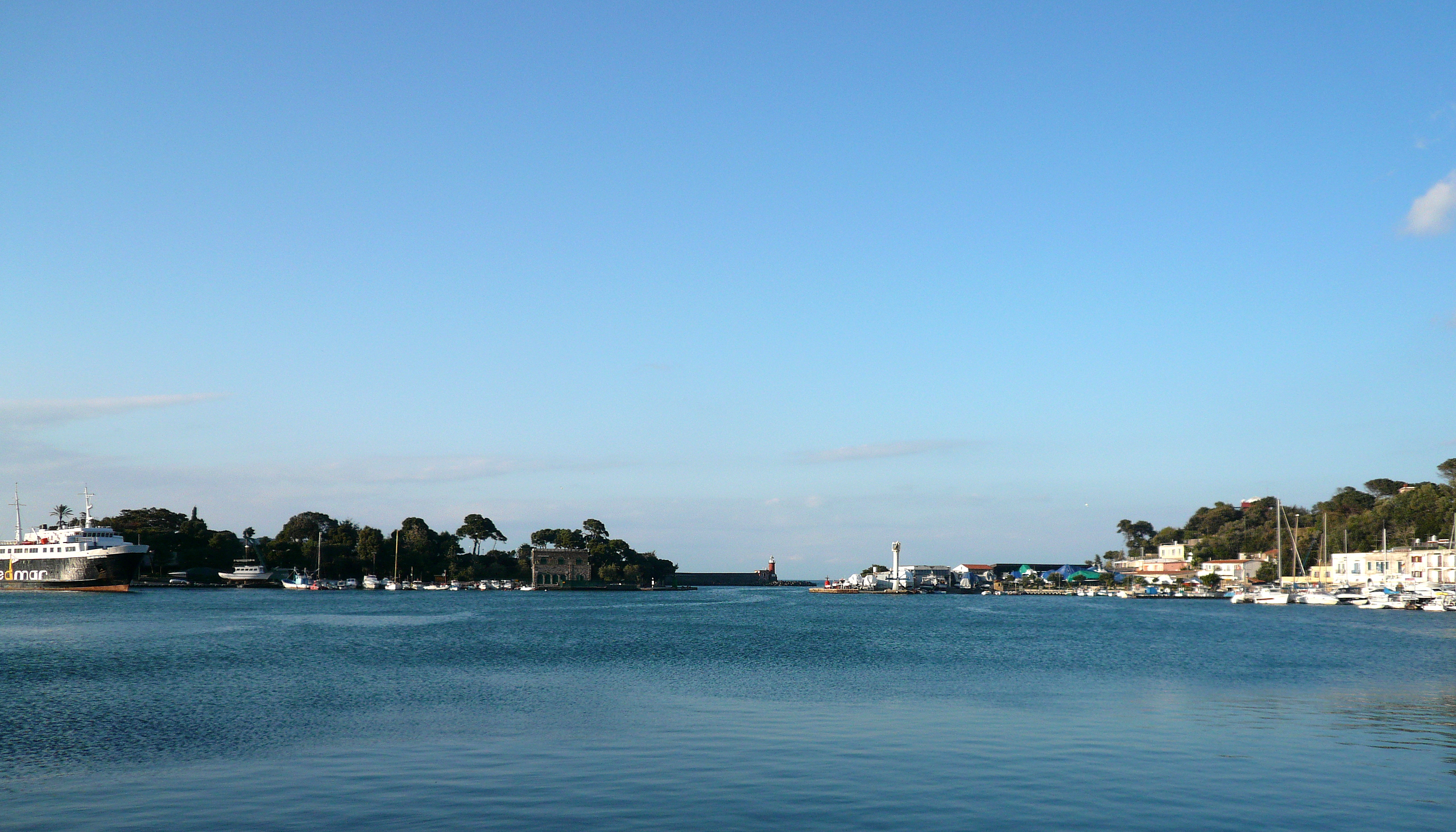
Il principale porto dell'isola d'Ischia, sito nell'omonimo comune

Per raggiungere Ischia dal continente in traghetto o aliscafo bisogna imbarcarsi ai porti di Napoli o Pozzuoli.
I collegamenti marittimi con Ischia avvengono tra i tre porti dell'isola: Ischia, Casamicciola Terme e Forio (quest'ultimo solo aliscafi) e i porti di Napoli (Molo Beverello per gli aliscafi, Calata Porta di Massa per i traghetti) e Pozzuoli (solo traghetti). Storicamente l'isola era raggiungibile anche da Napoli Mergellina ma, con l'arrivo dell'alta velocità nella stazione di Napoli Centrale e la conseguente soppressione dei treni a lunga percorrenza nell'omonima stazione, il forte calo viaggiatori portò inevitabilmente a spostare le corse a Molo Beverello, lasciando al porto di Mergellina solamente il collegamento periodico estivo con le Isole Eolie.
Inoltre, l'apertura del sottopasso della stazione della metropolitana di piazza Municipio, che consente l'accesso davanti all'ingresso di Molo Beverello, ha ulteriormente migliorato i collegamenti con la Linea 1 e la Linea 6.
Mediamente il tratto di mare da coprire è di 14 miglia con la punta massima di 18 miglia per la tratta Ischia-Napoli; il tempo medio di navigazione è di 90 minuti con nave traghetto e di 60 minuti con aliscafo o nave veloce.

### Servizi di linea
Questa lista è suscettibile di variazioni e potrebbe essere incompleta o non aggiornata.

#### Campania
- Napoli molo Beverello (Alilauro[31], SNAV[32])
- Napoli calata Porta di Massa (Caremar[33], Medmar[34])
- Pozzuoli (Medmar, Caremar, Gestour[35])
- Procida (Alilauro, Caremar, Snav, Ippocampo Procida[36])
- Capri (Alilauro)
- Amalfi (Alilauro)
- Positano (Alilauro)
- Sorrento (Alilauro)
- Salerno molo Manfredi (Alilauro)

#### Lazio
- Isole Pontine (SNAV, dal 1º giugno al 10 settembre venerdì e domenica, dal 1º luglio al 31 agosto sabato)

### I porti

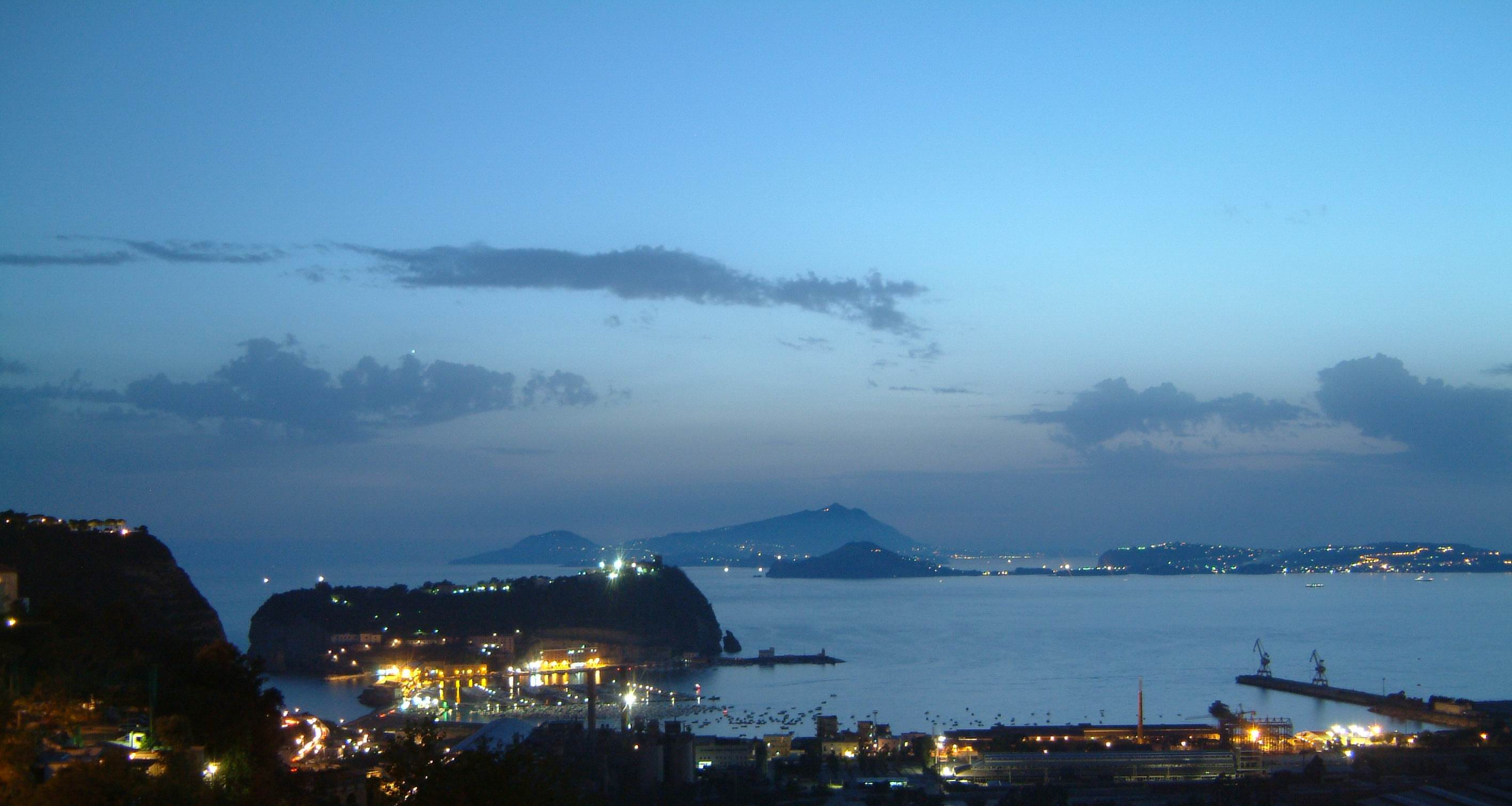
Sullo sfondo Ischia vista da Posillipo

Il porto d'Ischia è uno dei più protetti, grazie alla sua insenatura di lago vulcanico, e opera principalmente come porto turistico. Le compagnie marittime che vi operano sono Caremar e Medmar per i traghetti; Caremar e Alilauro per gli aliscafi. Gli aliscafi ormeggiano lungo il pontile numero 2 e la banchina Rendentore (il pontile numero 1 è stato interdetto).
I traghetti ormeggiano presso il molo commerciale, la banchina Olimpica (la banchina Scivolo funziona solo come sosta notturna). Inoltre è attiva una banchina sulla Riva Destra per l'attracco imbarcazioni da diporto e yacht.

### Trasporto pubblico
EAV gestisce il trasporto pubblico su autobus dell'isola.

## Problematiche ambientali
Il territorio dell'isola è stato caratterizzato negli ultimi decenni (anche a causa del forte sviluppo turistico) da una forte pressione antropica che ha portato a problematiche di abusivismo edilizio.
Secondo le stime diffuse da Legambiente nel rapporto Ecomafie 2017, sull'isola erano presenti 600 case colpite da ordine definitivo di abbattimento e in occasione delle tre leggi nazionali gli abitanti dell'isola avrebbero presentato oltre 27.000 pratiche di condono edilizio.
Alcune inchieste hanno portato alla luce situazioni estreme, come ad esempio quella nel comune di Forio, in cui a fronte di 17 000 abitazioni sono state presentate 19 000 richieste di condono edilizio. Il cedimento di una palazzina priva di permesso di costruire, con la morte di quattro persone, ha riportato di grande attualità questa annosa questione. La questione dell'abusivismo è stata nuovamente portata all'opinione pubblica a causa del terremoto avvenuto il 21 agosto 2017 con ingenti danni nel comune di Casamicciola, crolli ritenuti però dai sindaci dell'isola non conseguenti all'abuso edilizio ma alla fatiscenza delle strutture stesse.
L'isola è stata colpita da numerose frane che nel solo periodo 1910-2022 hanno causato oltre 40 vittime.
Tra questi, gli eventi più notevoli sono:
- 24 ottobre 1910 a Casamicciola Terme e Lacco Ameno, 15 vittime
- 3 ottobre 1939 a Ischia, 1 vittima
- 18 febbraio 1966 a Forio, 1 vittima
- 7 giugno 1978 a Barano d'Ischia, 5 vittime
- 3 agosto 1983 a Barano d'Ischia, 1 vittima
- 23 febbraio 1987 a Casamicciola Terme, 1 vittima
- 30 aprile 2006 a Ischia, 4 vittime
- 10 novembre 2009 a Casamicciola Terme, 1 vittima
- 25 febbraio 2015 a Barano d'Ischia, 1 vittima
- 26 novembre 2022 a Casamicciola Terme, 12 vittime

Dopo più di una di queste frane è stata avanzata l'ipotesi che i danni siano stati esacerbati dalle suddette problematiche di abusivismo edilizio, mentre gli amministratori locali hanno più volte sostenuto che non siano coinvolte, sottolineando invece il problema della mancata cura del territorio da parte delle autorità competenti.

## Gemellaggi
L'isola d'Ischia è gemellata con:
- Vasto, dal 1984[44];
- San Pedro, dal 2006;
- Mar del Plata, dal 2010.